# Cirneco dell'Etna
Il cirneco dell'Etna è una razza di cane da caccia molto antica, è la più antica delle 16 razze canine italiane ufficialmente riconosciute dell'Ente nazionale cinofilia italiana (ENCI).
In vecchi testi si legge anche  cerneco o ciarnigo o cirneico o cernieco o chirnecu.
È un cane che ha subito poche manipolazioni nel corso dei secoli ed è ritenuta la razza canina registrata più antica del mondo.
Il cirneco dell'Etna è riconosciuto dal 1989 a livello internazionale dalla Fédération cynologique internationale (FCI) con standard di razza numero 199, mentre in Italia, come per molti cani da lavoro, la registrazione è subordinata al completamento con successo di una prova di lavoro.
Dal 2021 la razza fa parte del Registro Eredità Immateriali della Sicilia (REIS).
Il nome, per la seconda parte, si riferisce al vulcano Etna in Sicilia, zona dove la razza ha avuto origine; mentre la prima parte del nome, secondo una teoria, deriverebbe dalla parola latina cernere ("setacciare"), riferendosi con ciò alla cura con cui il cane esplora il territorio alla ricerca di prede durante la caccia.
Invece, secondo un'altra teoria, più accreditata, l'origine del nome fa riferimento all'origine geografica della razza; infatti, essa deriverebbe dal nome dell'antica città Cirene, quindi dalla regione libica della Cirenaica.
Questa antica razza mostra un acuto senso dell'olfatto che usa per cacciare la piccola selvaggina, in particolare i conigli sulle pendici scoscese ed aride dell'Etna.

## Storia

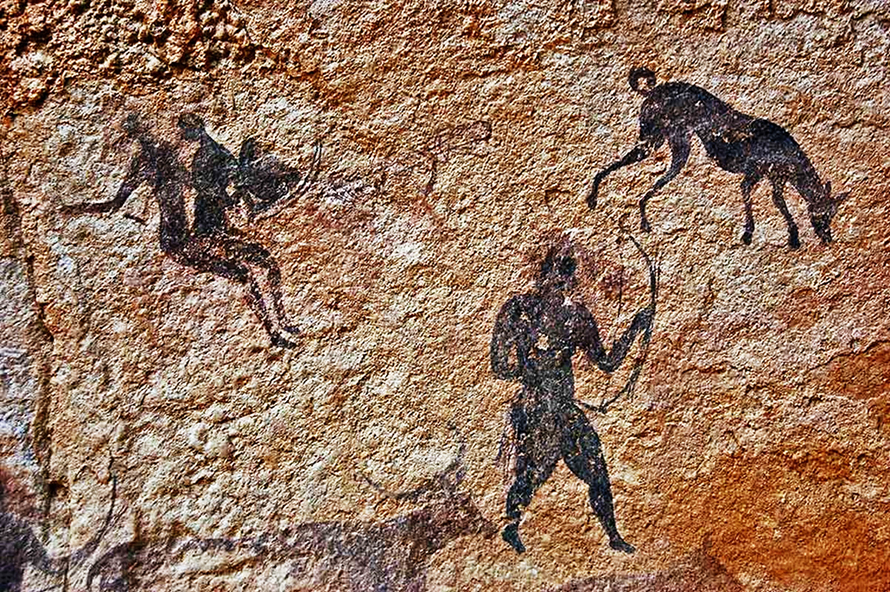
Scena di caccia con cani. Trovato nella stazione di Hill a Sefar, Tassili n'Ajjer, Algeria (3.700 a.C.)

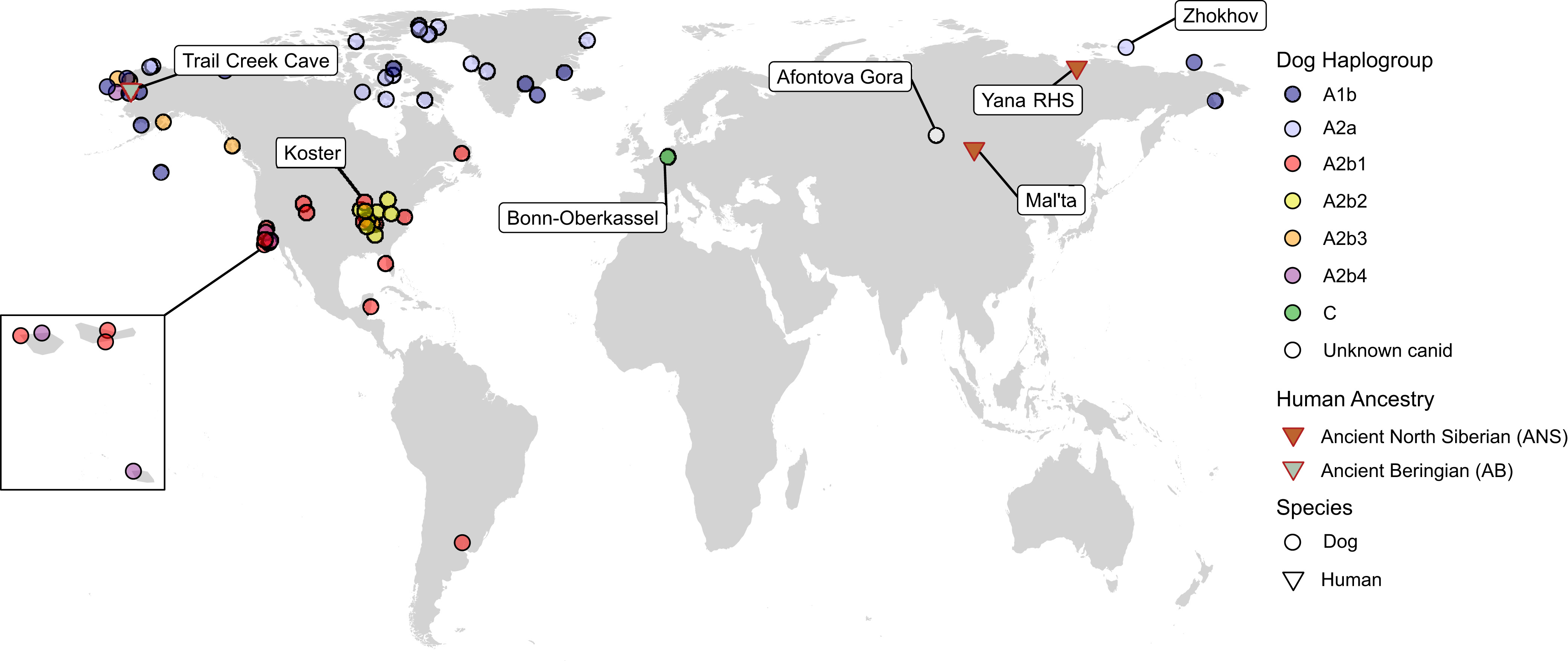
Una mappa raffigurante i siti e i lignaggi.

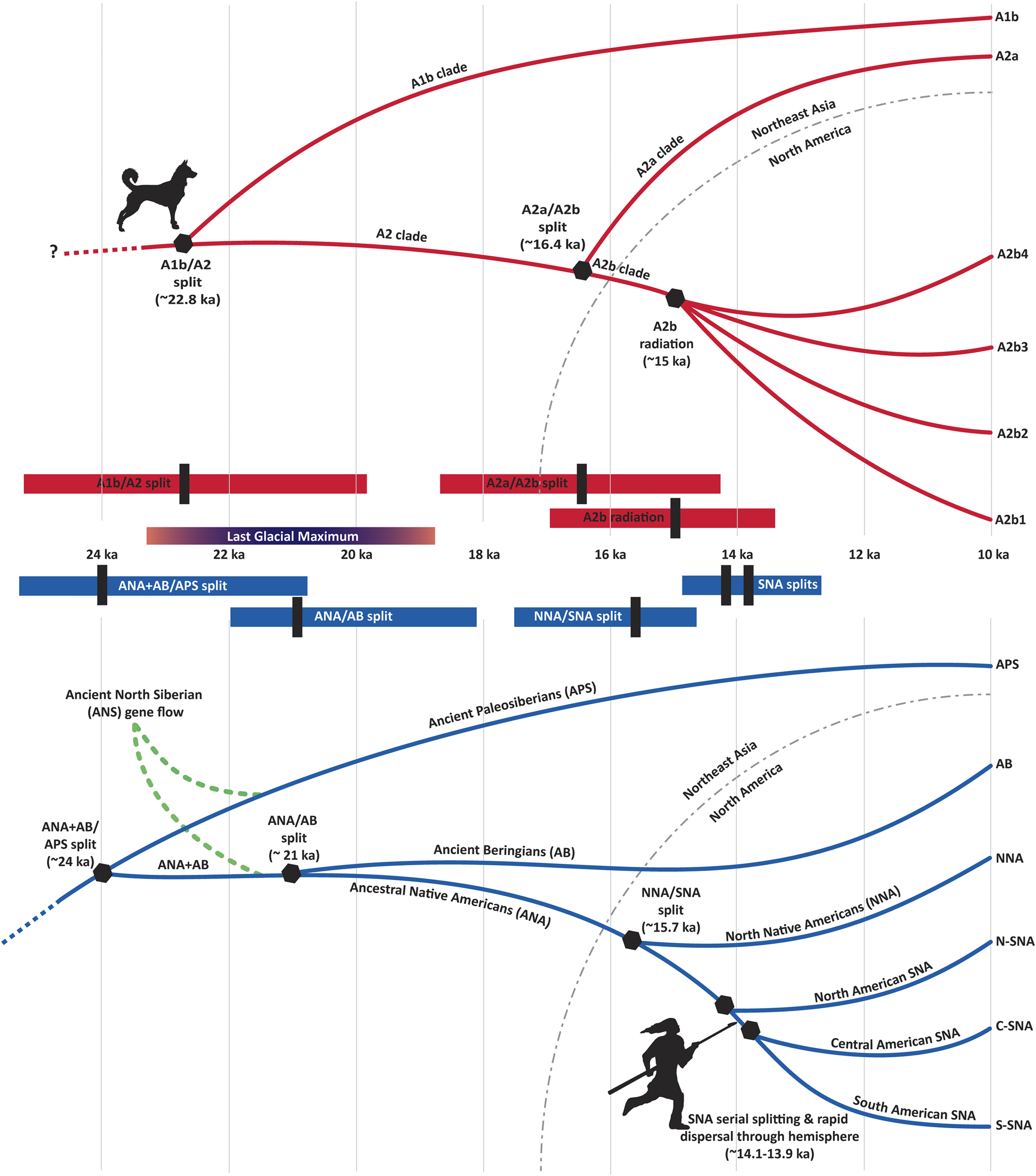
Lignaggi e tempi stimati di divergenza della popolazione per i cani (in rosso) e gli esseri umani (in blu).

Dove e quando il cane venne addomesticato è un quesito che affligge da decadi i genetisti e da secoli gli archeologi.
Oggi il cane è da considerare un clade monofiletico fratello di quello dei lupi euroasiatici e che questi due cladi siano a loro volta fratelli del clade dei lupi nordamericani; il cui capostipite non è stato identificato essendosi estinto.
Il cane è stato il primo animale ad essere addomesticato tra i 20.000 ed i 40.000 anni fa.
Il primi resti ossei di un cane sepolto con umani sono i resti del cane Bonn-Oberkassel sepolto accanto agli umani 14.200 anni fa. Alla fine della più recente era glaciale, 11.700 anni fa, si sono formati cinque lignaggi ancestrali, che si sono diversificati l'uno dall'altro e sono rappresentati attraverso antichi resti di campioni di cani trovati in Medio Oriente (7.000 anni a. C.), in Carelia (10.900 a. C.), nel Lago Baikal (7.000 a. C.), nell'antica America (4.000 a. C.) e nel cane canoro della Nuova Guinea (oggi).
Gli scheletri di cane più antichi conosciuti si trovano sui monti Altai della Siberia e in una grotta in Belgio, datati circa 33.000 anni fa. Secondo gli studi, ciò potrebbe indicare che l’addomesticamento dei cani è avvenuto contemporaneamente in diverse località geografiche.
A Cipro sono stati trovati resti della domesticazione del cane, risalenti a circa 10.000 anni a.C..
Ricercatori siciliani hanno ritrovato e studiato resti ossei incompleti di canis familiaris nel teatro antico e la via Teatro Greco a Catania, reperti risalenti al periodo eneolitico, insieme a questi reperti ossei sono state trovate anche la presenza di decori di tipo Stentinello/Kronio su frammenti ceramici.
Abbastanza comuni sono le statuette in terracotta raffiguranti animali vari.

### Prima del VI secolo a. C.

Principali reti commerciali fenicie (1200-800 a.C. circa)

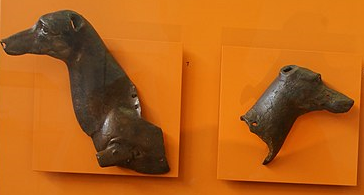
Le due teste di cane verosimilmente di cani tipo cirneco, per il particolare degli occhi e della attaccatura delle orecchie. Conservate nel Museo di Delfi

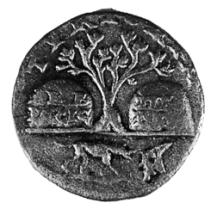
Moneta greca raffigurante il cane di Eracle che trova il mollusco.

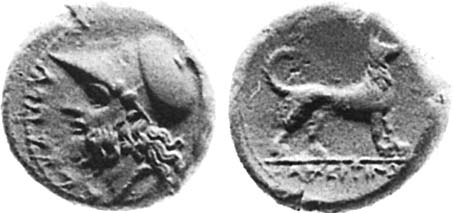
Moneta dei Mamertini 275-250 a.C., dritto: Adranos, rovescio: un cane tipo cirneco

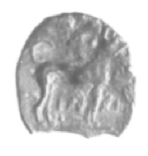
Moneta punica, Retro con cane stante a destra; sopra, astro epoca 413 - 400 a.C.; Museo Archeologico Nazionale - Parma.

Il cirneco è presente in Sicilia da migliaia di anni. Bassorilievi scoperti nella Valle del Nilo e risalenti al 4000 a.C., raffigurano cani che potrebbero essere i progenitori dei cirneco moderno e dei cani tipo podenco presenti in tutta la penisola iberica. 
La maggior parte degli autori concorda sul fatto che i cani segugi tipo podenco contemporanei, cui può essere assimilato il cirneco, conservano ancora discendenze con l'antico tipo canino. Probabilmente, come affermato da molti documenti non ufficiali, ciò è dovuto alla diffusione di questo tipo canino nel bacino del Mediterraneo da parte dei Fenici durante il I millennio a.C..
I Fenici furono dei commercianti che dominarono il Mar Mediterraneo in un periodo che va da duemila a tremila anni fa. Essi si espansero dalla loro patria nel Levante, nell'odierno Libano, per stabilire colonie e stazioni commerciali in tutto il Mediterraneo. 
Successivamente scomparvero dalla storia intorno alla fine del I secolo a.C.. La loro strategia di espansione prevedeva l'istituzione di colonie stanziali, prima tra tutte Cartagine nell'odierna Tunisia, e molte altre stazioni commerciali, dove rimasero per periodi più brevi. Le loro attività sono state registrate da scrittori dell'epoca, fra cui egizi, greci, fonti bibliche, Strabone, Plinio il Vecchio e Avieno, inoltre, i resti delle loro città e delle loro reti commerciali sono stati ampiamente documentati dagli archeologi.
Recenti studi incentrati sulla storia genetica delle popolazioni umane hanno confermato un ampio scambio e continuità tra i Fenici e le altre popolazioni mediterranee autoctone, avvalorando così l'ipotesi che, mentre i marinai fenici stabilivano insediamenti a Malta, in Sicilia, a Ibiza, nella penisola iberica e anche lungo la costa nordafricana, potrebbero aver portato con sé anche cani. Cani dalle orecchie a punta di origine africana o asiatica, ciò insieme al ben noto commercio del vino e della porpora derivata dal murex.
A conferma di quanto sopra, suggestiva l'ipotesi che progenitori fossili dell'attuale cirneco possano trovarsi nel cimitero fenicio dei cani della città di Ascalona; dove è stato trovato il più grande cimitero di animali di qualsiasi tipo conosciuto nel mondo antico.
Infatti, secondo la ricercatrice sudafricana Anne Marie Smith, i cani che sono stati trovati sepolti ad Ascalona erano quelli morti prima che potessero essere trasportati in nave verso destinazioni commerciali attraverso il Mediterraneo dalle navi fenicie.

... 
Quei cani che sopravvissero alla loro prigionia nel deposito vicino alla costa erano forse gli antenati delle attuali razze canine ancora presenti oggi in vari luoghi del Mediterraneo.»
(Anne Marie Smith - Department of Old Testament and Ancient Near Eastern Studies, University of South Africa)
Ad ulteriore conferma questo cimitero di cani non è l'unico nella storia del Mediterraneo, infatti, nel porto di Berenice in Egitto sul Mar Rosso ne è stato trovato un altro con 585 sepolture di cani domestici.
Immagini antiche di levrieri con orecchie erette e musi appuntiti si trovano in molti paesi di questa regione. Inoltre, le ricerche archeologiche, i testi e l'iconografia indicano un'economia canina multiforme, ma spesso ignorata, nell'antico Mediterraneo orientale e nel Vicino Oriente. Questa economia includeva non solo i più noti ruoli dei cani come aiuti alla caccia, guardie, spazzini di villaggio e compagni, ma anche il loro utilizzo per il consumo della carne come alimento, l'uso delle loro pelli e anche l'utilizzo per scopi medicinali e/o rituali.

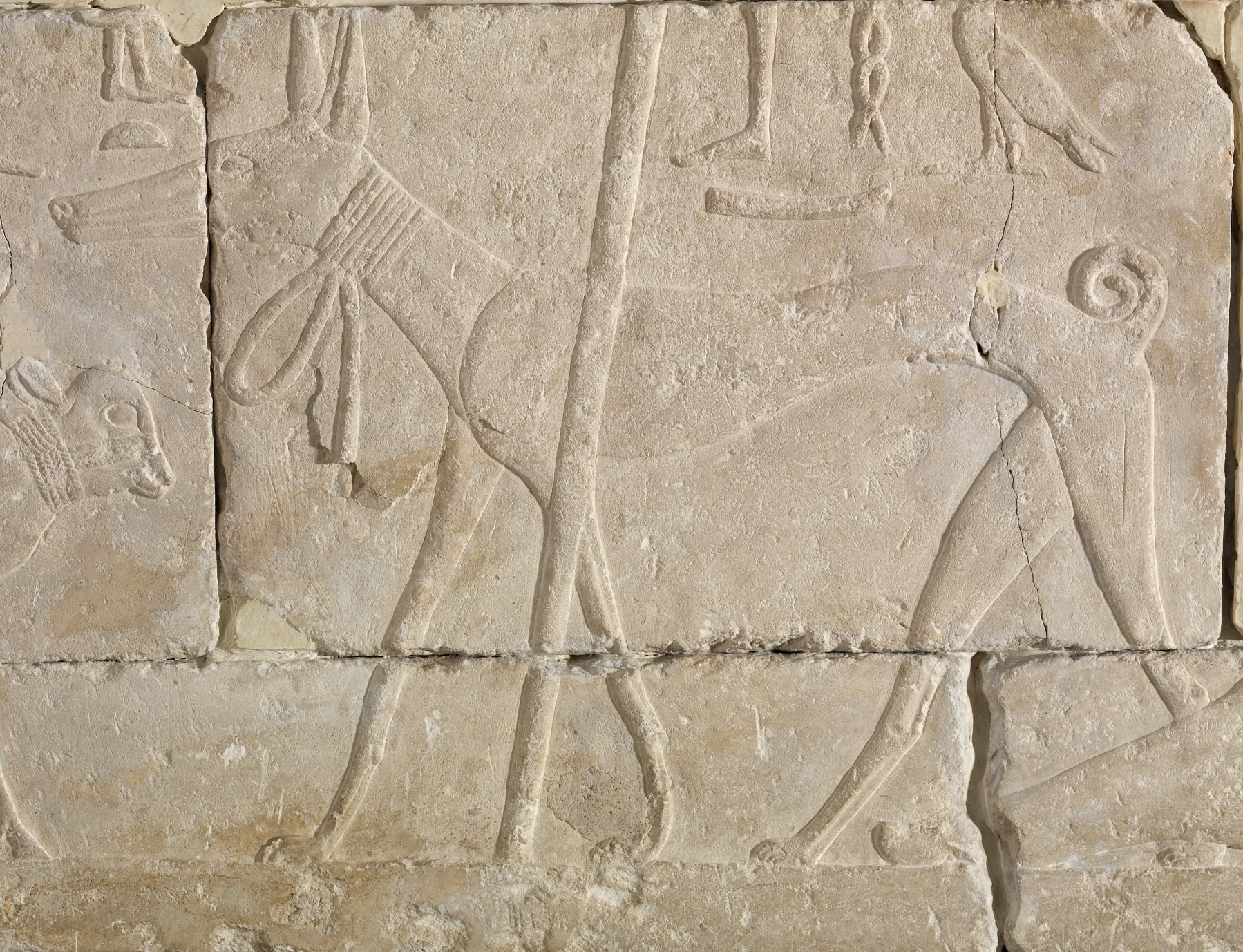
Frammento di rilievo dell'Antico Regno Giza, Egitto circa 2400 a.C.; cane Tesem esposto nel Walters Art Museum.
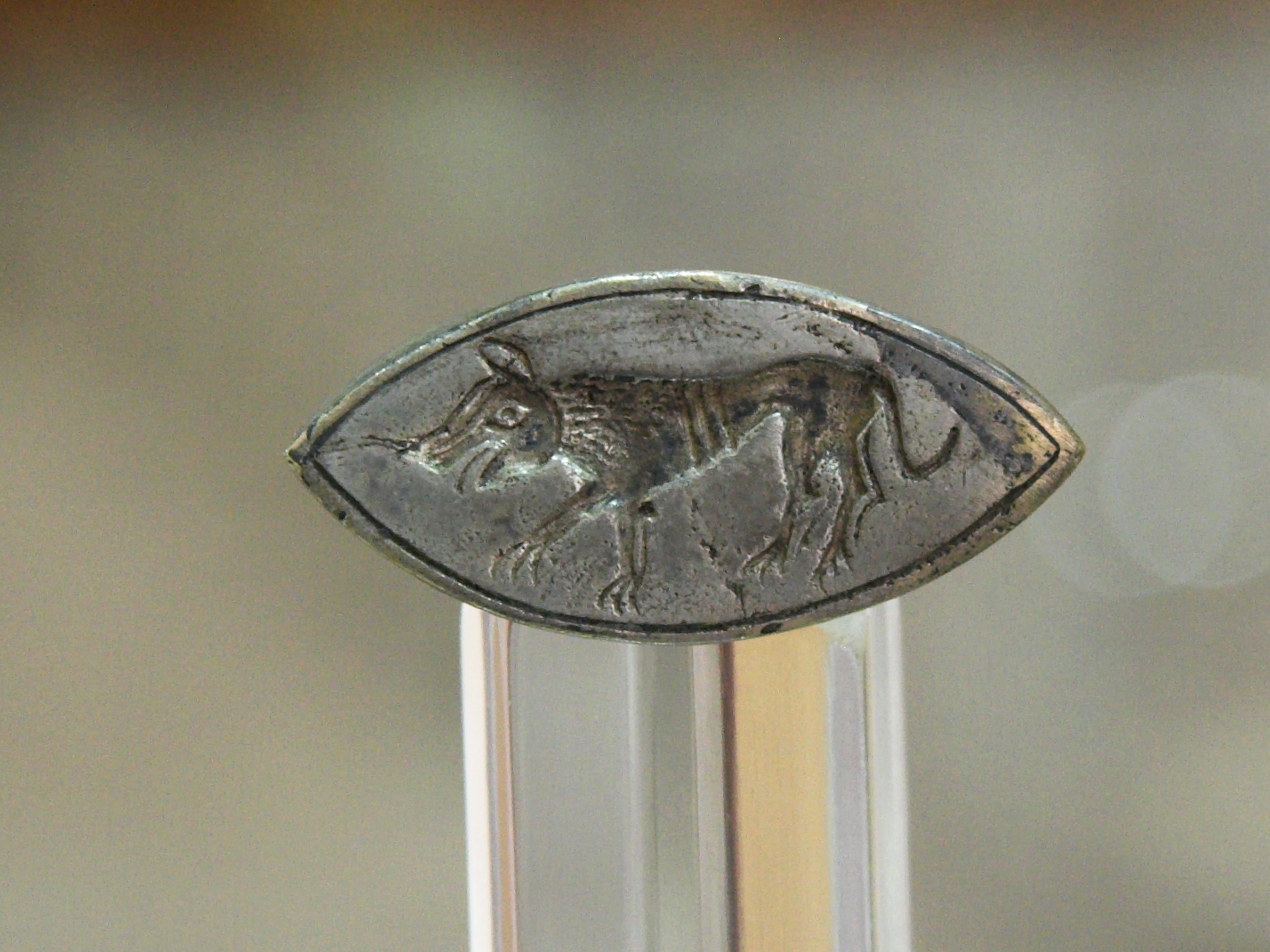
Anello con sigillo in argento con rilievo di un canide, pesa 55 g. Probabilmente arte fenicio-cipriota, 700-600 a.C. (O eco della tradizione micenea in Sicilia?). Ritrovato nel cimitero di Sant'Angelo Muxaro nella valle del fiume Platani, Sicilia; esposto al Museo archeologico regionale di Agrigento.
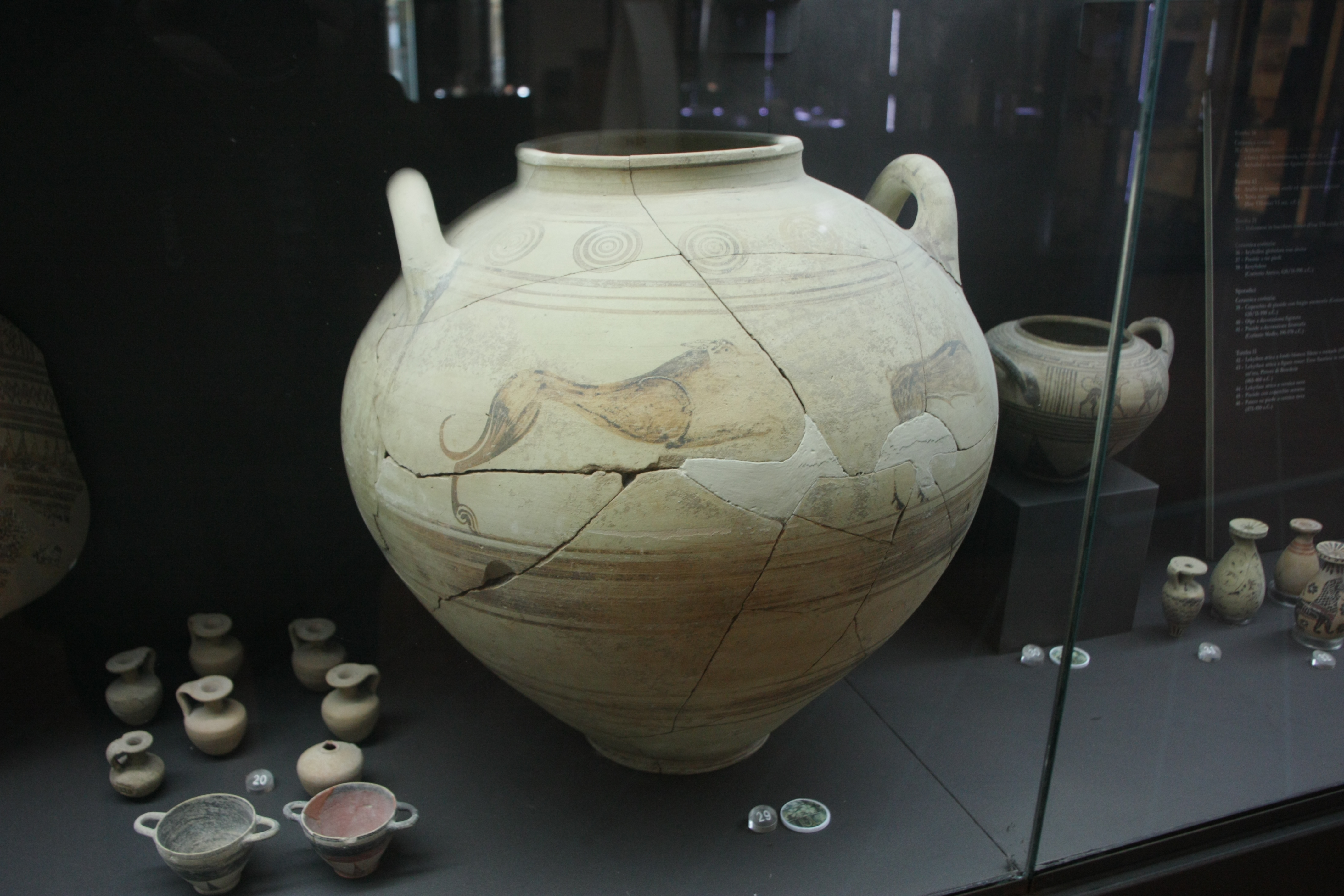
Stamnos con cane che insegue una capra selvatica, seconda metà del VII sec a.C. da villa Garibaldi esposto al Museo archeologico regionale di Gela.
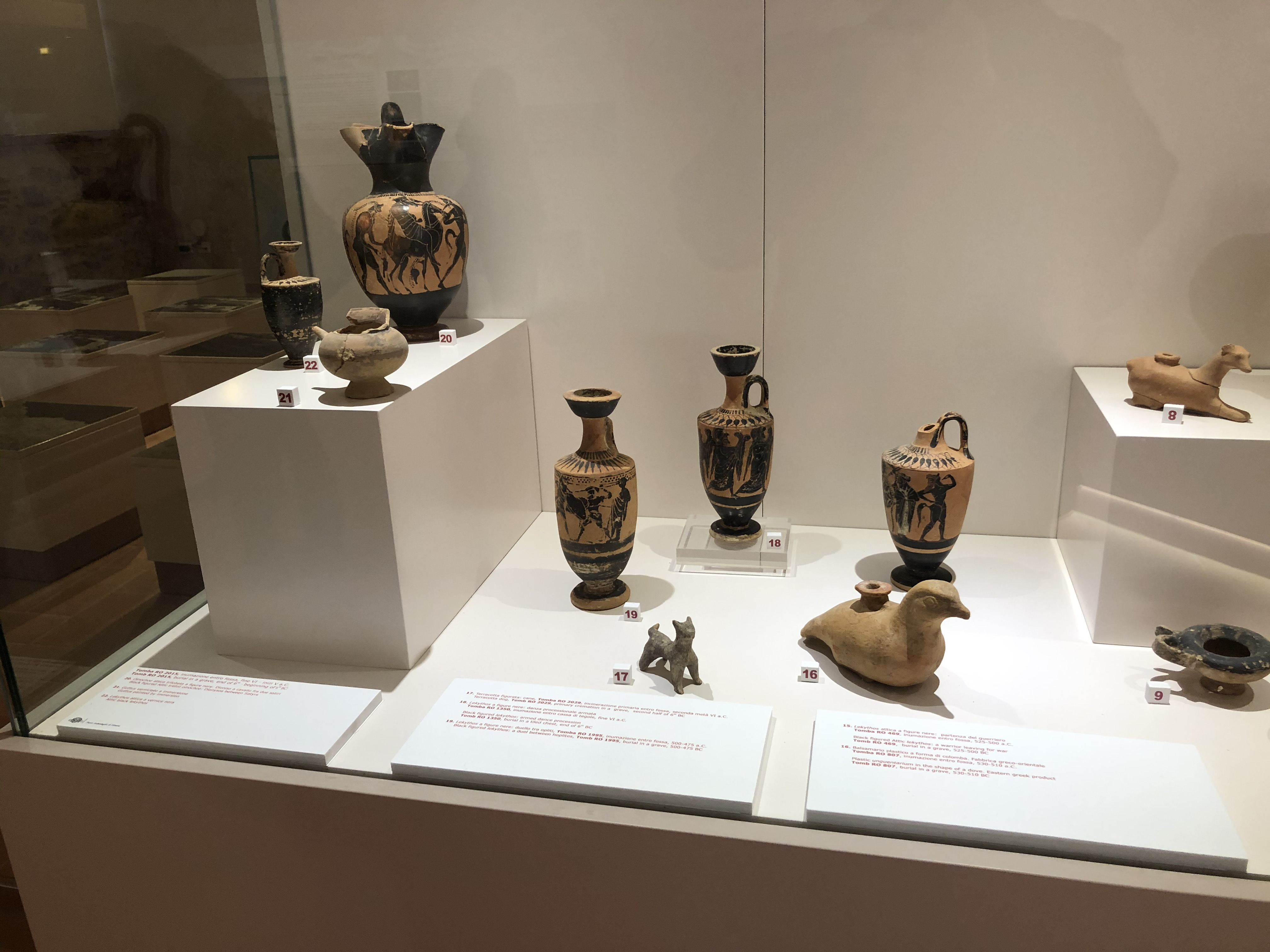
Reperti di Himera al n. 17 una terracotta di un cane risalente al VI a.C.; esposto all'Antiquarium Himera
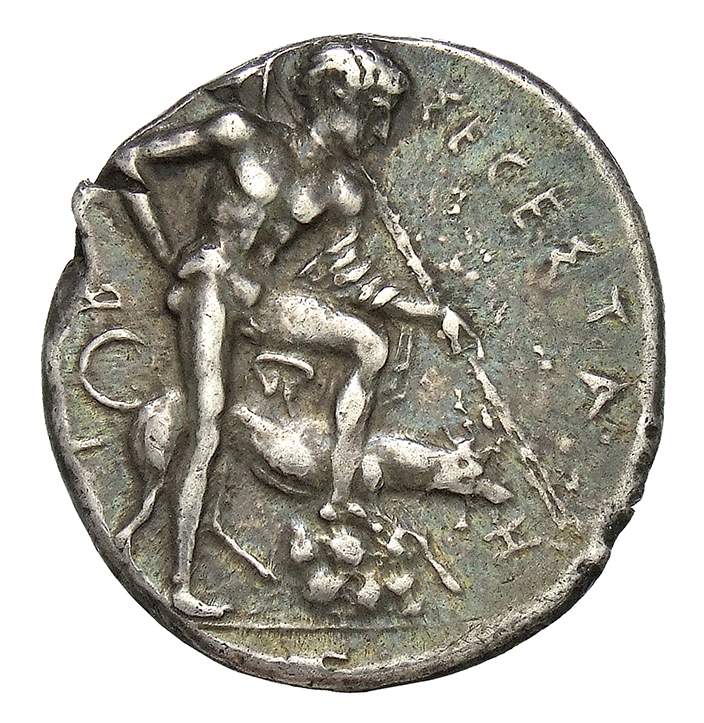
Tetradramma di Segesta ca. 415-410, giovane con cane. Berlin, Münzkabinett der Staatlichen Museen.
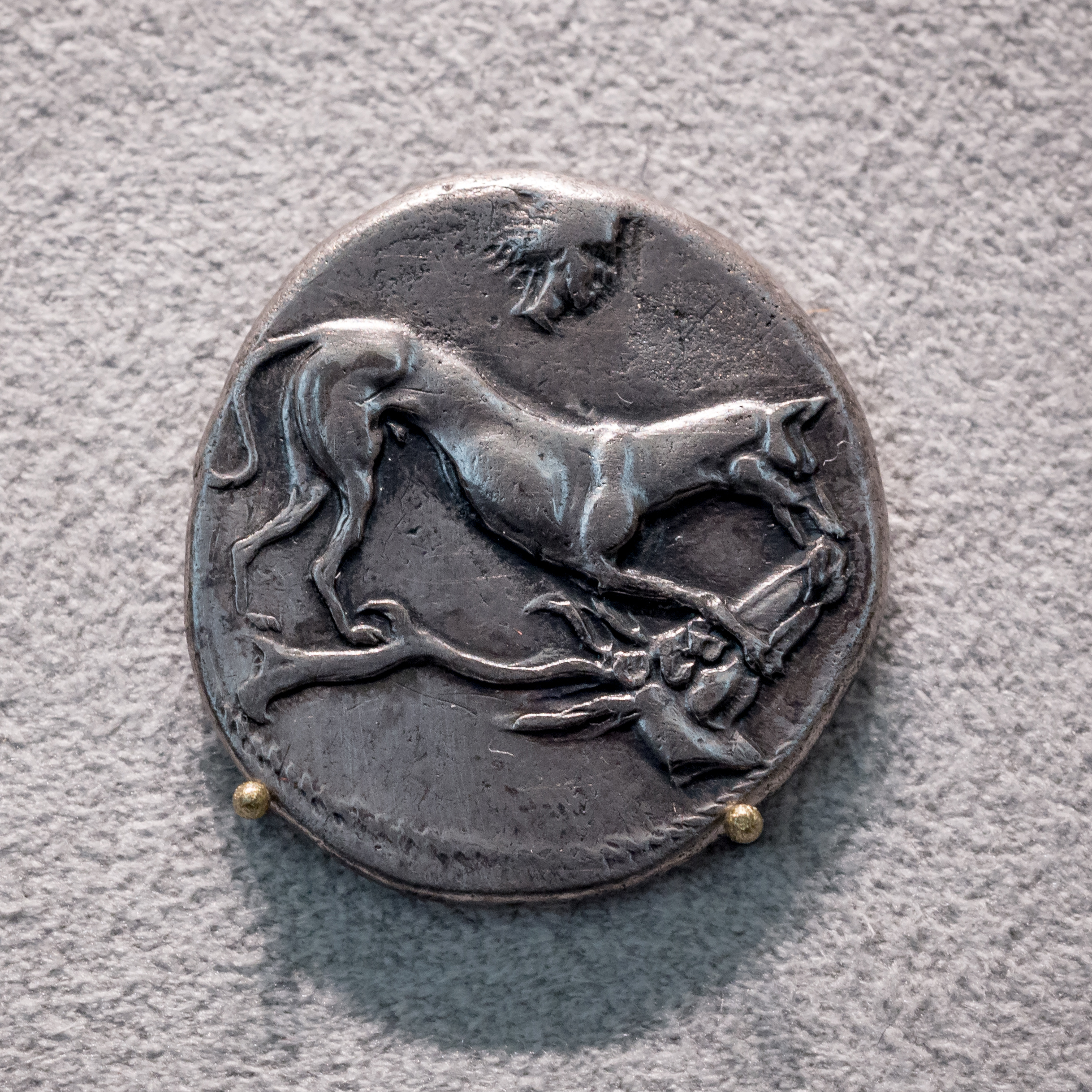
Circa 412-400 a.C.: Didracma in Ag: cane che mangia testa di cervo e testa di donna - Berlin, Münzkabinett der Staatlichen Museen.
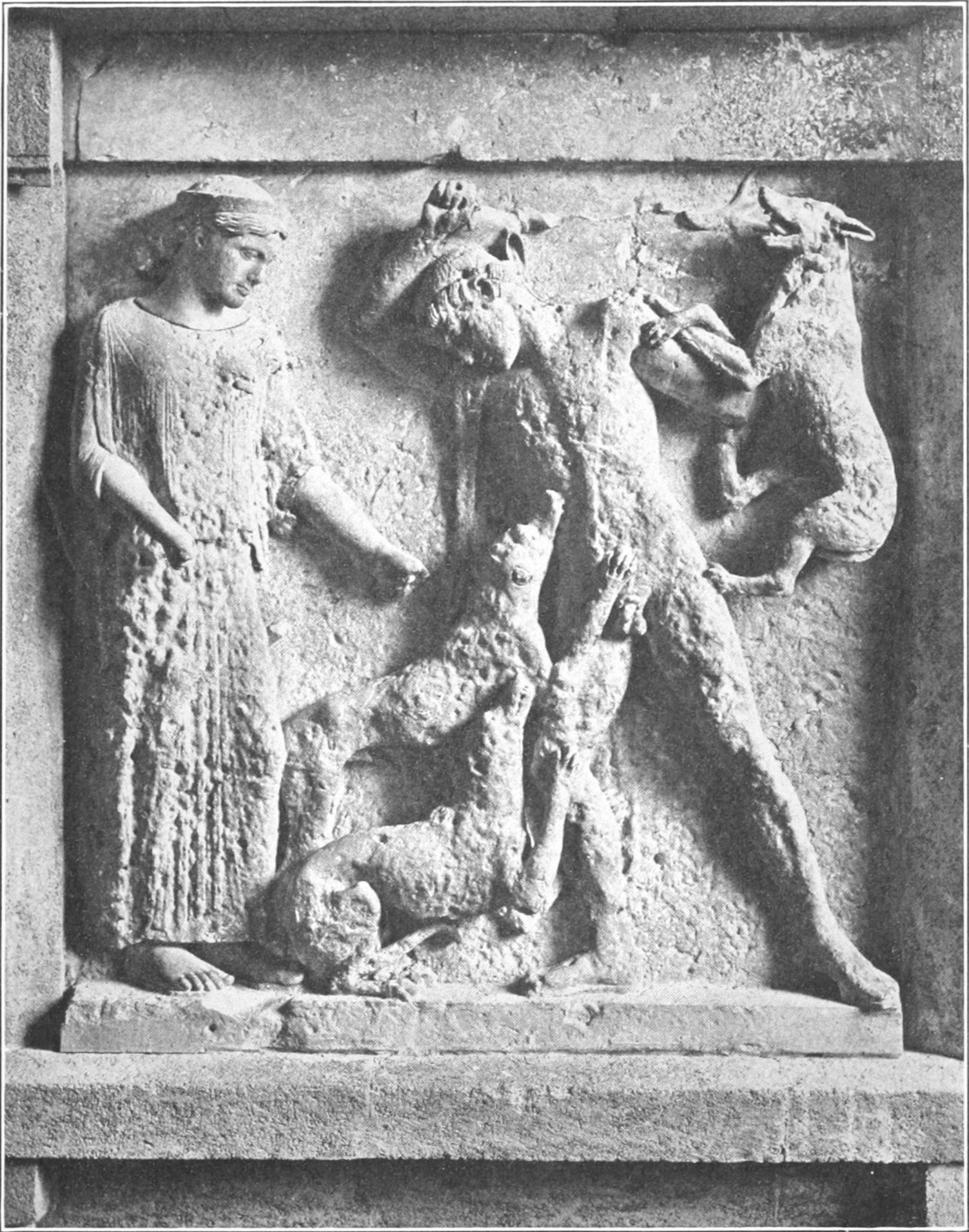
Atteone attaccato dai segugi di Diana, bassorilievo trovato nel Tempio E di Selinunte in Sicilia Ca. 450 a.C.; esposto nel Museo archeologico regionale Antonino Salinas.

Il ruolo rituale attribuibile ai cani è correlato al fatto che il cane è caratterizzato dalla pluralità di funzioni e di valori simbolici ad esso associati. Le funzioni simboliche del cane nella religione fenicia e punica sono state studiate in modo estensivo; uno studio ha permesso di stabilire con ragionevole certezza che il cane nel mondo fenicio ha una minore importanza rispetto al mondo greco-romano; ciò alla luce del fatto che i fenici raramente facevano consumo della sua carne (cinofagia).
Al contrario del mondo greco dove il sacrificio di animali agli dei Thysía (Θυσία) e ai defunti Enágisma (ἐνάγισμα), è molto meglio documentato.
Così anche nel mondo romano e nel mondo egizio dove i legami di affetto tra uomo e cane sono ben documentati, anche grazie al ruolo del sacrificio apotropaico.

### Dopo il V secolo a. C.

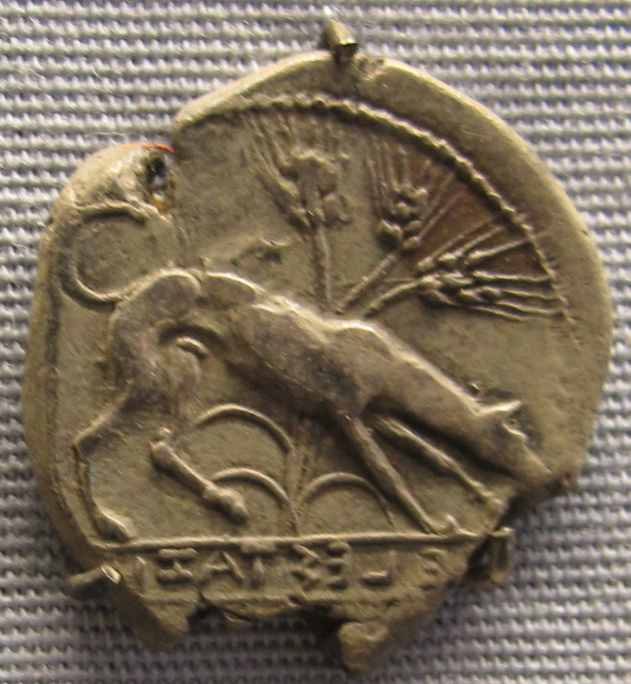
Segesta, didracma, 461-415 a.C. circa

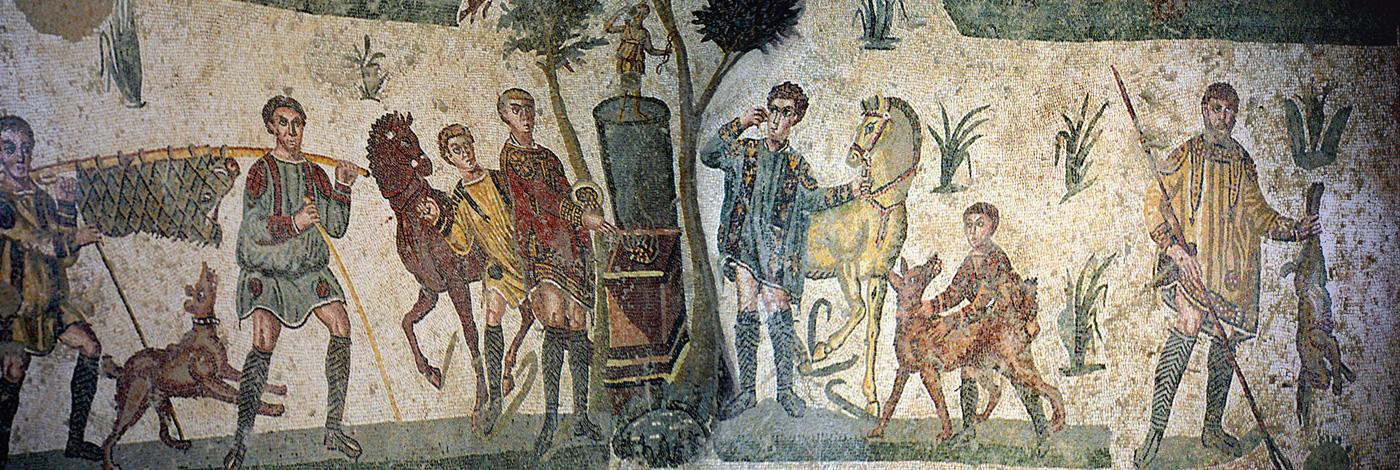
Mosaico con una scena di caccia con cirneco dell'Etna, Villa romana del Casale di Piazza Armerina, fine III - inizi IV secolo d.C..

Storicamente la presenza del cane tipo cirneco in Sicilia è provata dal fatto che già da almeno 2.500 anni sono state coniate un gran numero di monete con l'immagine del cane, monete coniate soprattutto nel V-III secolo a.C.
In particolare, i rappresentanti di questo tipo di cane sono raffigurati sulle monete di Segesta, dove sono state trovate circa 150 diverse varianti di monete d'argento e 100 di bronzo.
Anche in altre città siciliane come Erice, Motia, Palermo, i cani avevano un significato religioso; a conferma di ciò erano spesso raffigurati nella monetazione locale.
Inoltre, in molte delle monete realizzate dai Mamertini, un gruppo di mercenari italiani che conquistarono Messina nel 286 a.C., da un lato è raffigurato il dio siciliano Adranos, personificante il vulcano Etna, e dall'altro un cane tipo cirneco.
Esemplari di questo tipo di monete si trovano nelle collezioni del Museo archeologico regionale Paolo Orsi, del British Museum di Londra, nel The Digital Coin Cabinet of Würzburg University,  e presso il Cobb Institute of Archaeology dell'Università statale del Mississippi.
Altre opere d'arte che ne testimoniano l'esistenza in epoca antica sono i mosaici della Villa romana del Casale di Piazza Armerina, villa edificata nel II-III secolo a.C.
Secondo un racconto del mito greco nel 400 a.C. Dioniso ordinò la costruzione del tempio del dio Adranòs sul versante sud-occidentale del vulcano, vicino la attuale città di Adrano. La leggenda racconta che migliaia di cirnechi custodissero questo tempio. Questi cani avevano la capacità di riconoscere i ladri e i miscredenti, che attaccavano, mentre accompagnavano i pellegrini al tempio ed erano tolleranti con quegli ospiti che mostravano segni di ebbrezza.
Inoltre, il prof. Antonino Pagliaro spiega come il nome siciliano "cirnecu" provenga dal greco "Kyrenaikòs", cioè "cirenaico" e, attraverso una mediazione latina, diventi "Cyrnaecus", confermando così linguisticamente la presenza del cirneco già in epoca greca.

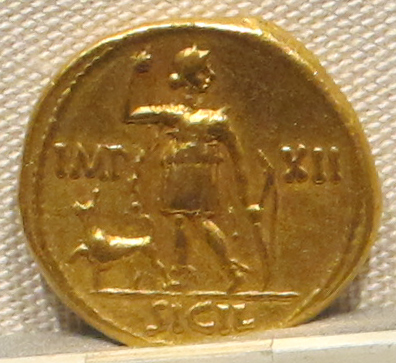
Augusto, aureo, 27 a.C.-14 d.C. ca. 18 - Diana con cane.
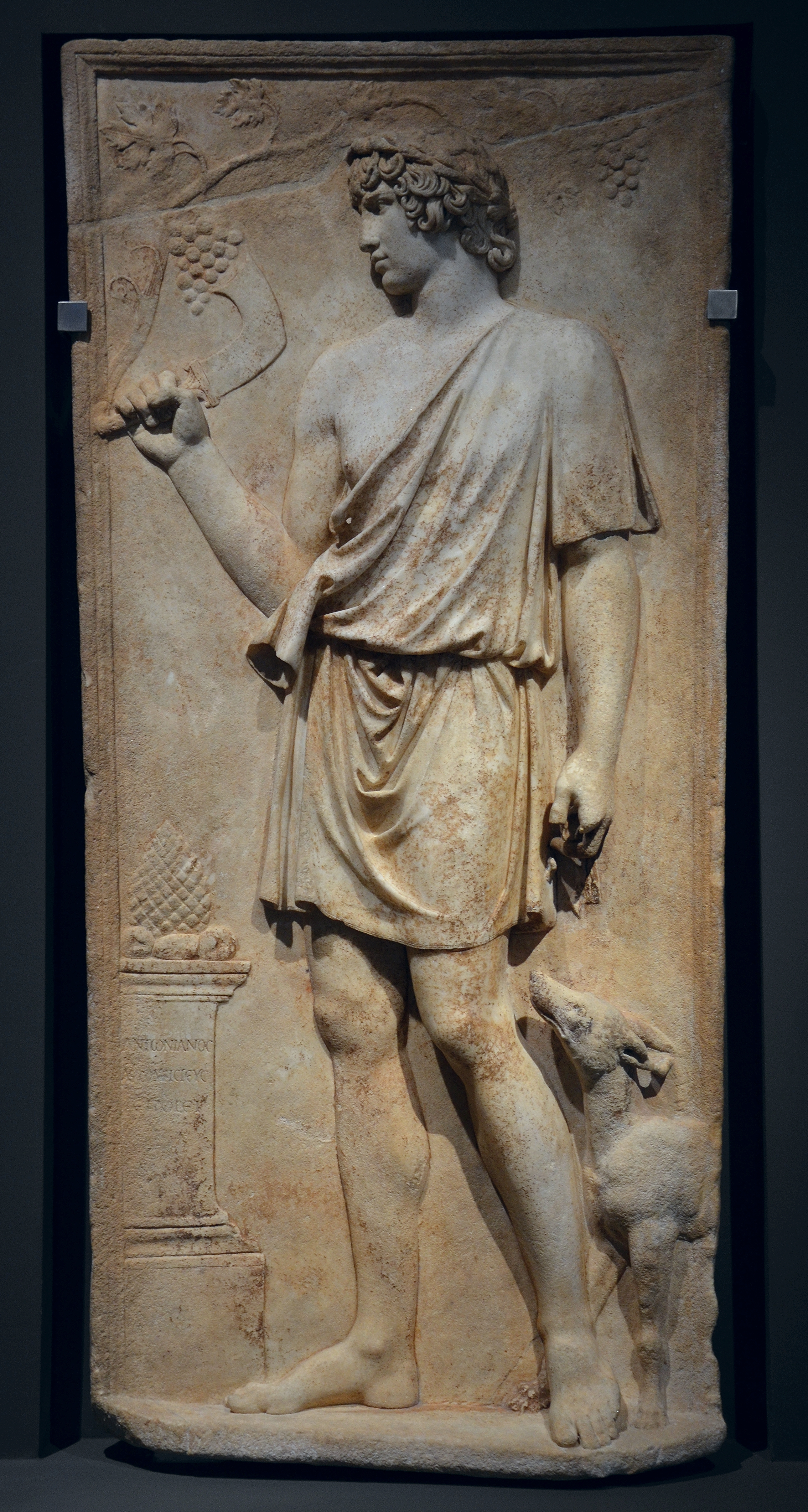
Rilievo con Antinoo, 130-138 d.C., nella località Torre del padiglione, tra Anzio e Lanuvio. Opera esposta al Museo Nazionale Romano di Palazzo Massimo, Roma.
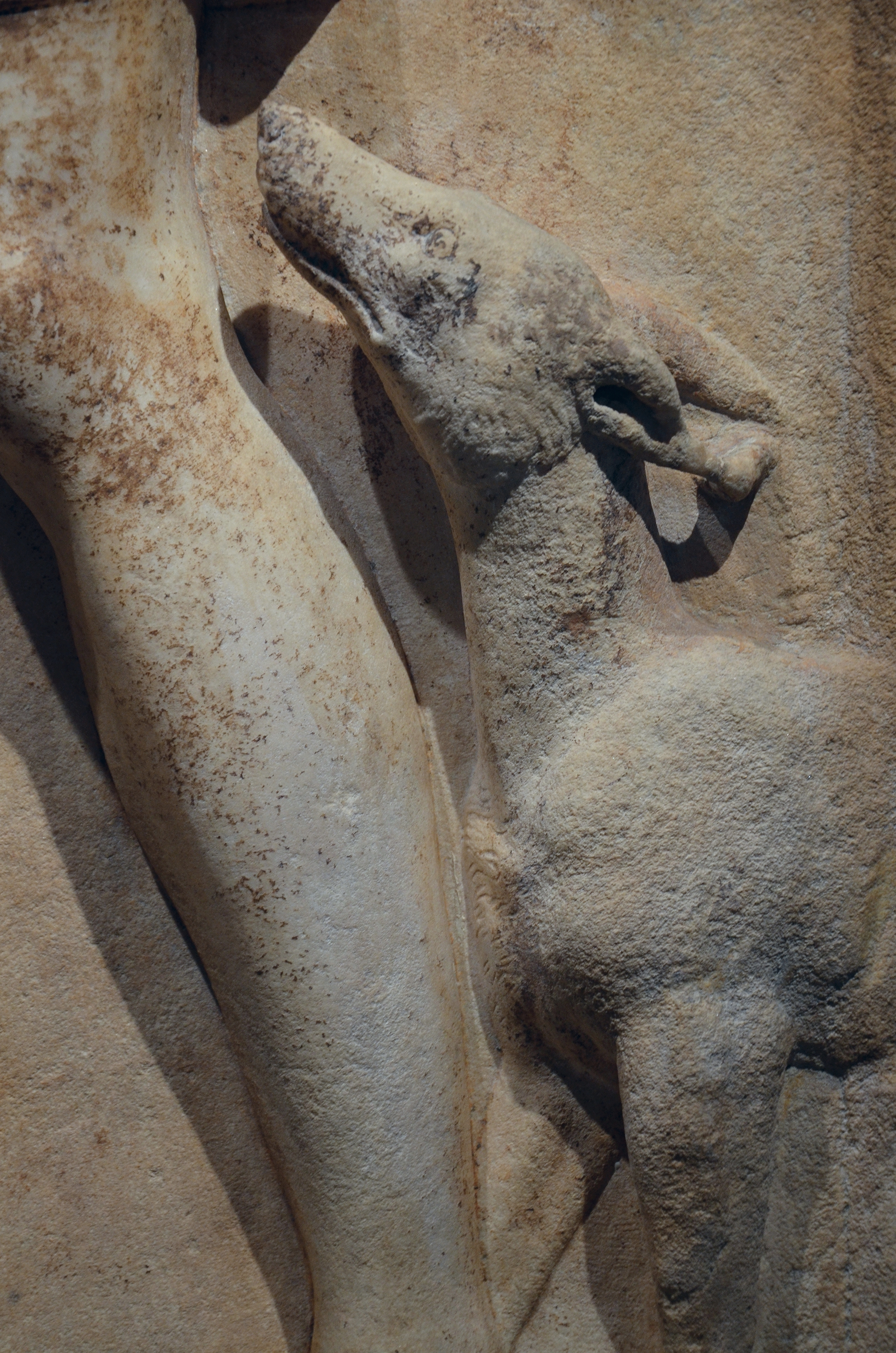
Particolare della testa del cane.
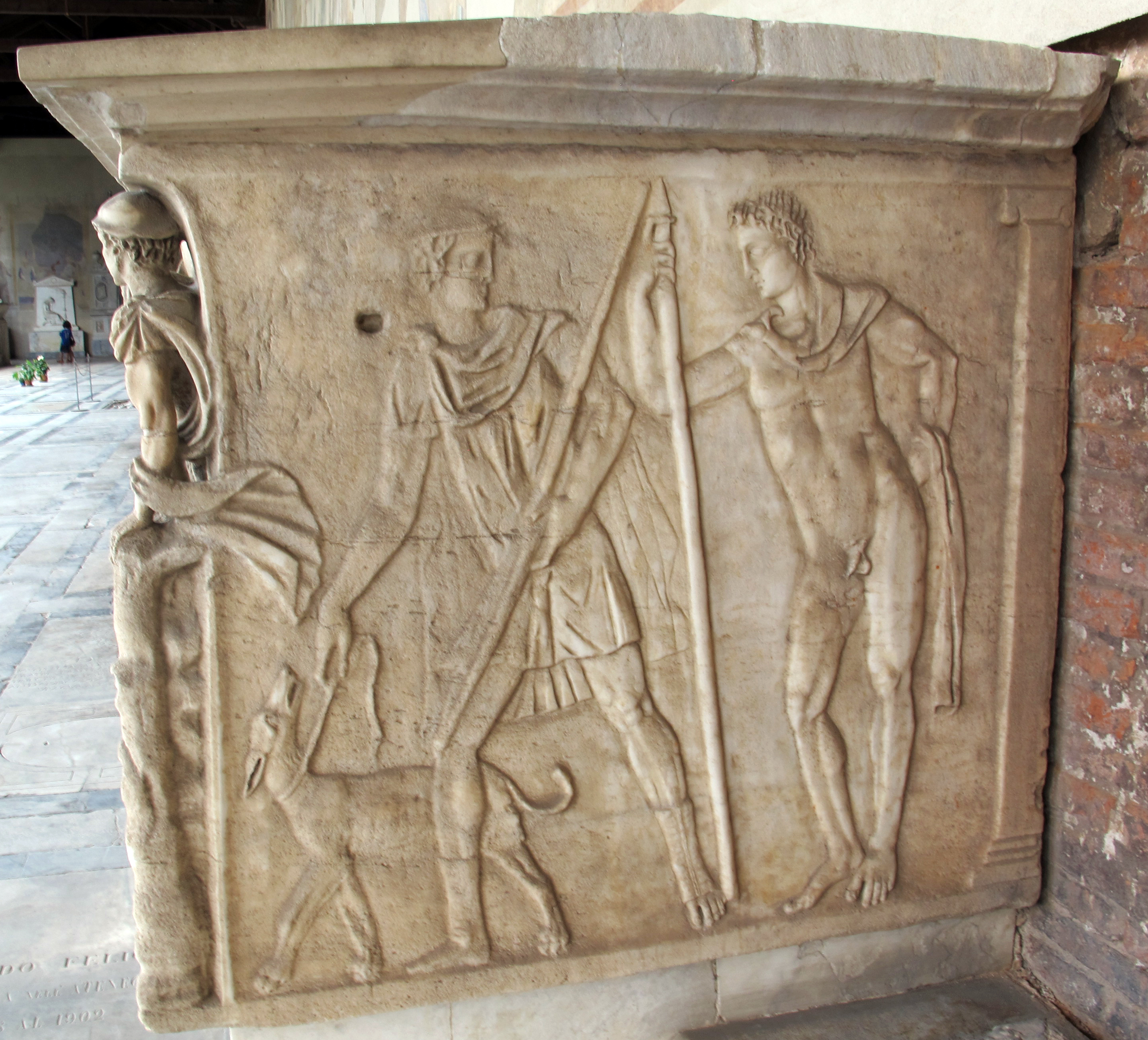
Sarcofago romano di Fedra e Ippolito, riutilizzato per Beatrice di Lotaringia (fine II sec. d.C.). Camposanto monumentale, Pisa. Vi è rappresentato un cane tipo cirneco con testa tipica.
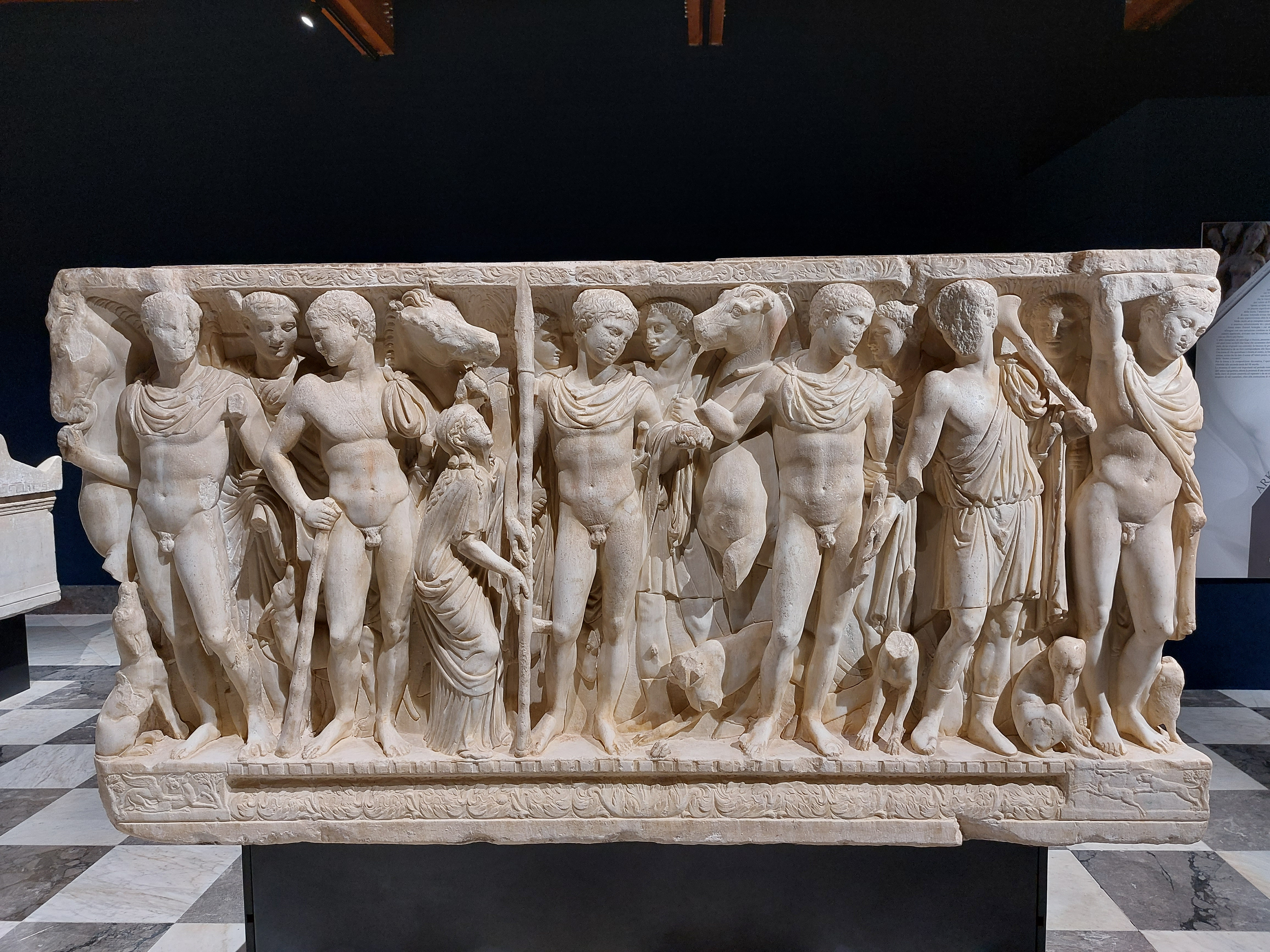
Sarcofago romano esposto nella Cattedrale di San Gerlando, Agrigento. Lato che rappresenta l'annuncio dell'amore di Phèdre a Hippolyte da parte della sua nutrice. Vi sono rappresentati cani tipo cirneco.
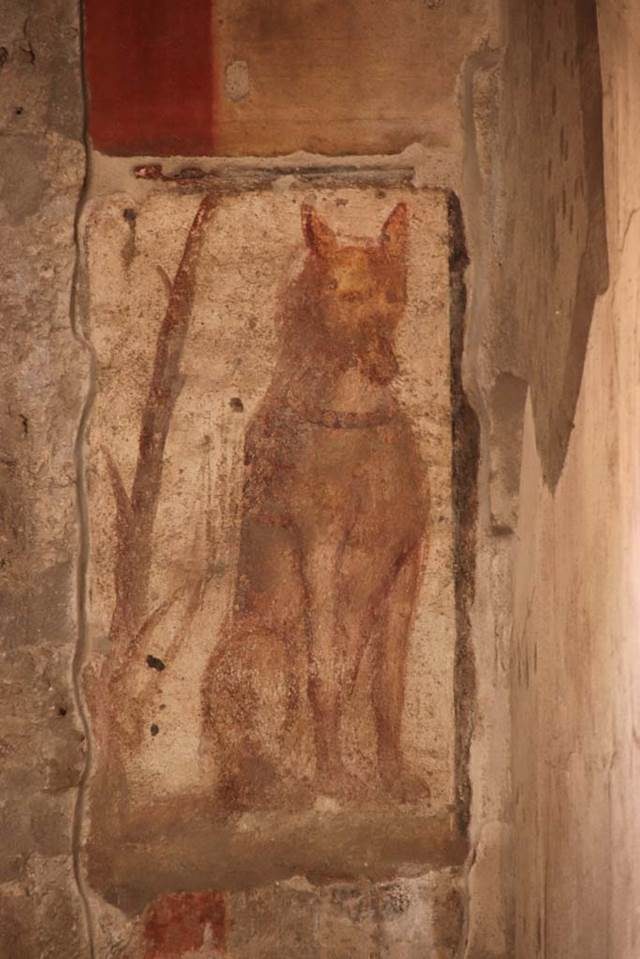
Antico affresco di epoca romana a Pompei
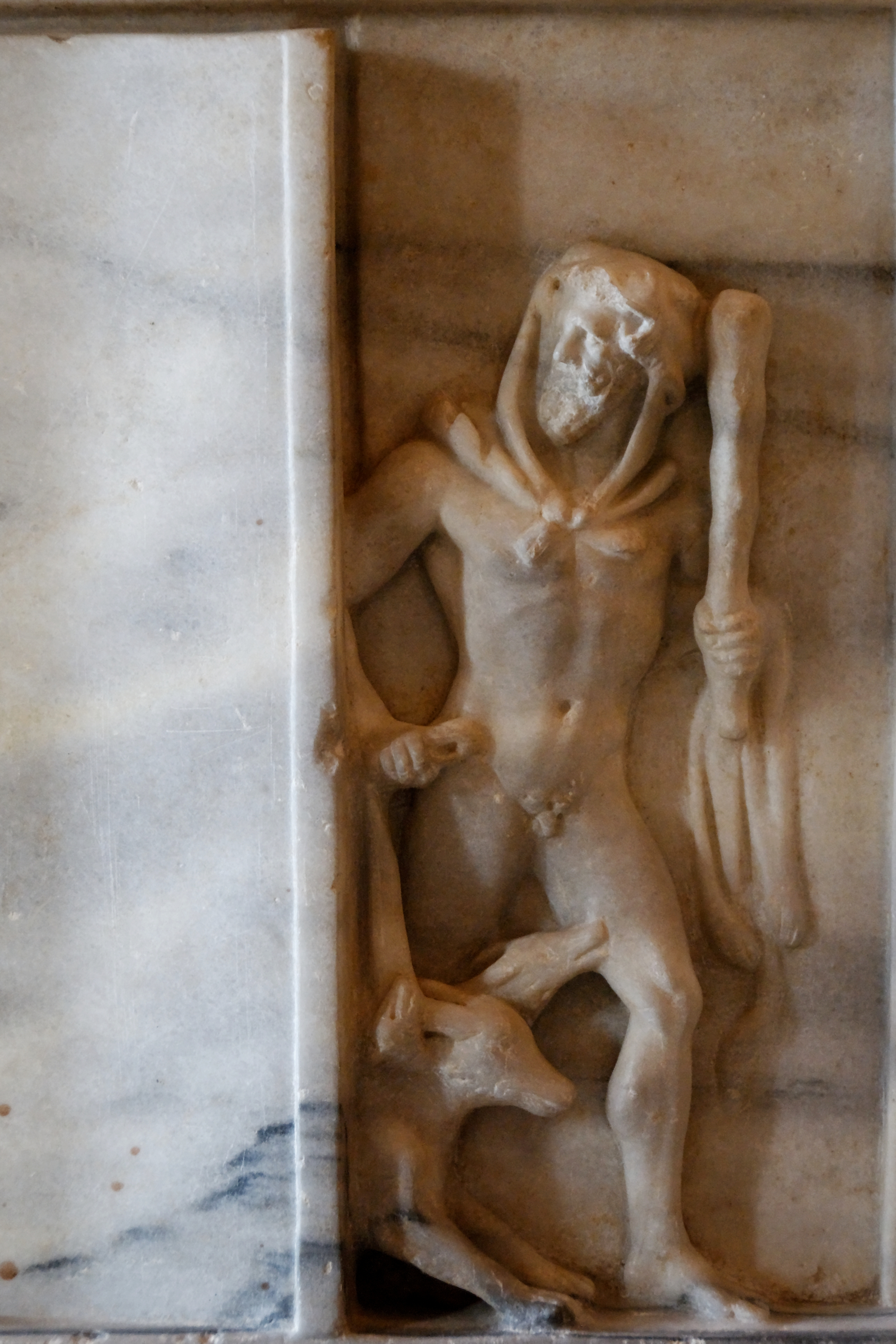
Ercole uscente dalla porta dell'Ade con Cerbero. Marmo proconnesio, opera romana, seconda metà del II sec. d.C. Rinvenuto presso piazzale del Verano, 1920.

### Ante XIX secolo
La parola cirneco compare per la prima volta in una prammatica del 20 aprile 1533 in cui si vieta l’uso della razza perché dannoso per la selvaggina:
(20 aprile 1533)
Già nel 1520 Cristóbal de Escobar e Antonio de Nebrija usavano il termine “ Chirnecus uide cani” nel testo Vocabularium Nebrissense ex Siciliensi sermone in Latinum.

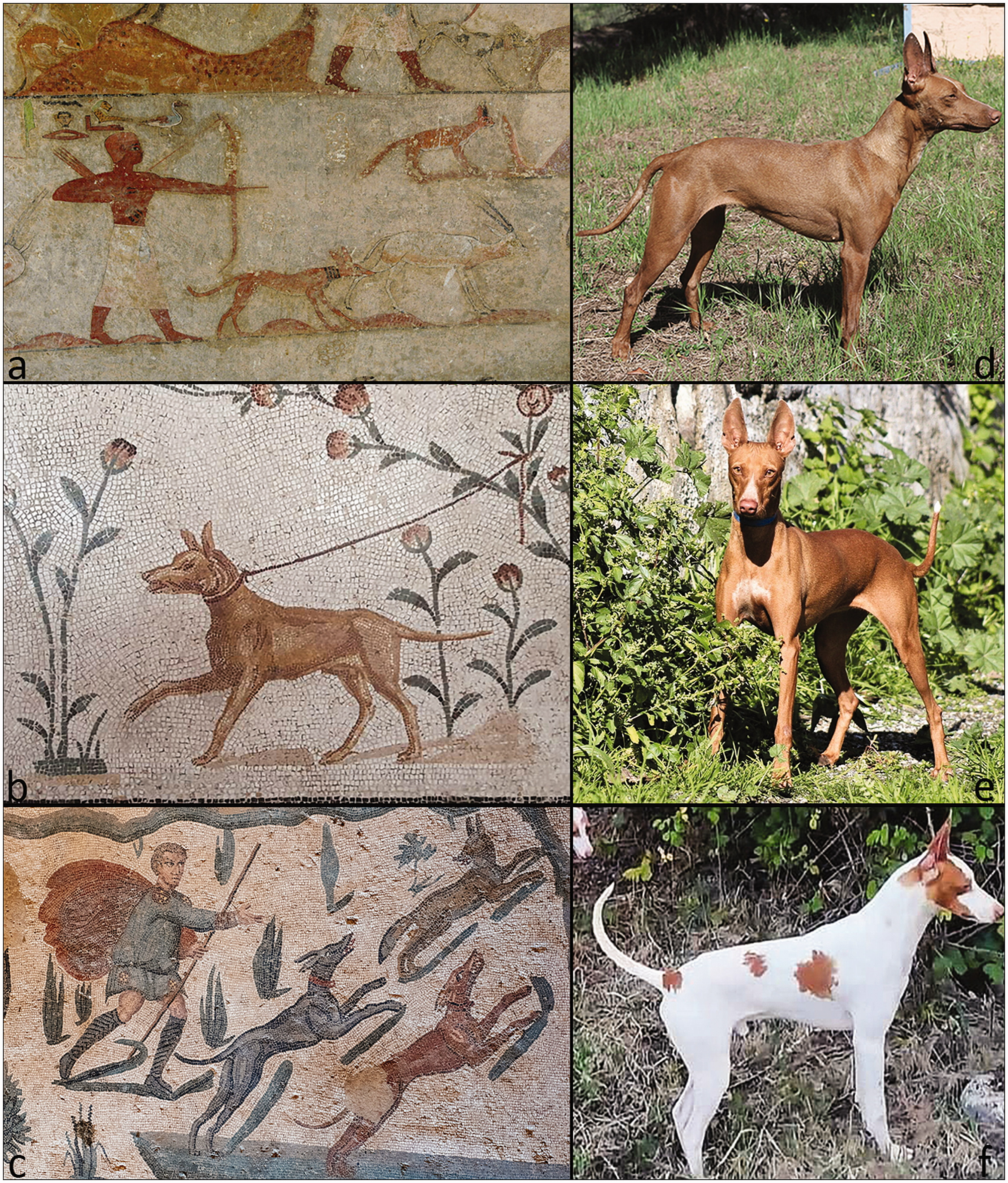
Cani del passato e cirneco dell'Etna del presente

Andrea Cirino da Messina li definisce ottimi segugi nel libro Natura et Solertia Canum del 1650 e nel De venatione, et natura animalium del 1653.
Nel 1647 Francesco Abela, uno storico dell'isola di Malta, scrive: «Vi sono cani chiamati cernechi apprezzati per la caccia ai conigli e i luoghi sassosi, montuosi e ripidi ...».
Nella seconda metà dell’800 lo zoologo Giuseppe Galvagni nomina il cirneco "Canis Etneus" descrivendolo così:
Galvagni Fau. Etn. negli Alt. Gioen. XIII, 178. 
 
Testa prolungata, non molto grossa, orecchie tese, ed elevale, corpo lungo, e gracile, pelurie finissima, corta liscia folta; colore bianco biondiccio, ordinarinmente frumentino; muso allungato, ed acuto, narici larghissime, coda smilza un poco lanata nella base dalla parte inferiore. Molto intelligente nella caccia, razza costante.

Lunghezza del corpo cent. 60, coda cent. 20, altezza nella spalla cent. 32, variano poco più poco meno.

Nome volgare, Cani cirnecu.

Abbonda ne' contorni dell'Etna da Aci a Bronte, ve ne sono in altri paesi, sempre originarii dalle località cennate, degenerano facilmente, ma il tipo è sempre caratteristico.»
(Francesco Minà Palumbo, Catalogo dei mammiferi delia Sicilia (1866-67, 1868) - Palermo Stamp. Tamburello si legge a pag. 44)

### XX - XXI secolo
Nel 1932, un veterinario di Adrano, Maurizio Migneco, visto, in quegli anni, il pericolo di estinzione della razza lanciò un appello per tentarne il recupero.
La giovane baronessa Agata Paternò Castello dei Duchi Carcaci, insieme ad altri appassionati, si impegnò in questo tentativo.

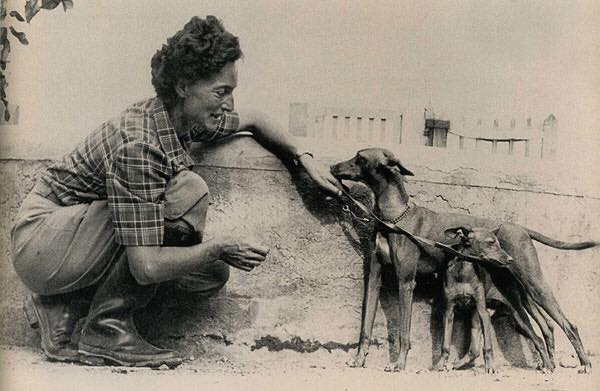
Donna Agata Paternò Castello con due cirnechi

«La Baronessa studiò attentamente le origini di questo antico cane da caccia, ne analizzò le caratteristiche fenotipiche, recuperò i soggetti più meritevoli e cominciò ad operare una selezione con l'affisso "Aetnensis"; fu lei a voler aggiungere la specificazione dell'Etna al cirneco. 
Pochi anni dopo la razza fu riconosciuta come tale, con il motivo, come ebbe a dire la stessa allevatrice in una lettera ad un altro appassionato di questo cane, il conte Giovanni Bonatti Nizzoli di Carentino.» 
(Agata Paternò Castello)
Sette anni dopo il primo appello l’ENCI riconobbe ufficialmente la razza con il nome "Cirneco dell’Etna".
Successivamente il prof. Giuseppe Solaro, zoologo eminente, scrisse il primo standard ufficiale della razza nel 1939.
Il primo campione italiano di bellezza, dal nome Aetnensis Pupa, fu proclamato nel 1952; era un soggetto allevato dalla baronessa Agata Paternò Castello dei Duchi Carcaci.
Il Club di Razza fu fondato a Catania nel 1951.

Nel 1958 nel romanzo Il Gattopardo, Giuseppe Tomasi di Lampedusa scrive: 
(Giuseppe Tomasi di Lampedusa, Il Gattopardo.)
Nel 1989 e nel 2016 sono stati redatti il secondo e il terzo standard ufficiale della razza, rispettivamente.

## Origine
Nel tempo sono state proposte diverse ipotesi sull'origine della razza, alcune meglio documentate scientificamente, altre solo ipotesi teoriche non confermate dalla letteratura scientifica adeguata; queste sono ricordate per completezza sulle ipotesi circa l'origine del cirneco dell'Etna. Va ricordato che per la natura complessa dell'evoluzione genetica delle razze canine, non è possibile fornire, ad oggi, una descrizione chiara e certa sull'origine genetica del cirneco dell'Etna.

### I ipotesi

Figura concettuale che mostra l'evoluzione delle dimensioni del corpo nelle popolazioni insulari.
Secondo la regola dell'isola, i cambiamenti nella dimensione corporea delle popolazioni insulari dipendono dalla massa corporea dei parenti della terraferma, con specie piccole che tendono ad aumentare di dimensioni sulle isole (gigantismo) e specie grandi che tendono a diminuire di dimensioni (nanismo).
Tracciando il rapporto di risposta logaritmica (lnRR) tra massa insulare e massa continentale, rispetto alla massa continentale, si può verificare se le popolazioni insulari aderiscono alla regola (intercetta >0 e pendenza <0; linea blu).
I meccanismi proposti per determinare gli effetti della "regola dell'isola" si basano principalmente sulla riduzione della predazione, sulla concorrenza inter e intraspecifica e sulla disponibilità di cibo, suggerendo che la relazione si intensificherà nelle isole piccole e remote (linea rossa).

Il cinologo italiano Fiorenzo Fiorone, partendo dall'osservazione che in Sicilia non sono mai esistiti veri e propri levrieri, conclude che il cirneco è il risultato dell'adattamento insulare di quei cani che i Fenici portarono sull'isola.
Egli ritiene che essendo il nanismo insulare comune nei mammiferi, specie nelle isole calde, ciò possa spiegare le caratteristiche somatiche del cirneco dell'Etna.
Infatti, sono state avanzate molte teorie per spiegare questo fenomeno, tra cui la competizione interspecifica,  la competizione intraspecifica rispetto la limitazione delle risorse e la capacità di dispersione limitata.
Questo è un fenomeno chiamato dai biologi dell'evoluzione nanismo insulare o nanismo filetico in ossequio alla regola di Foster.

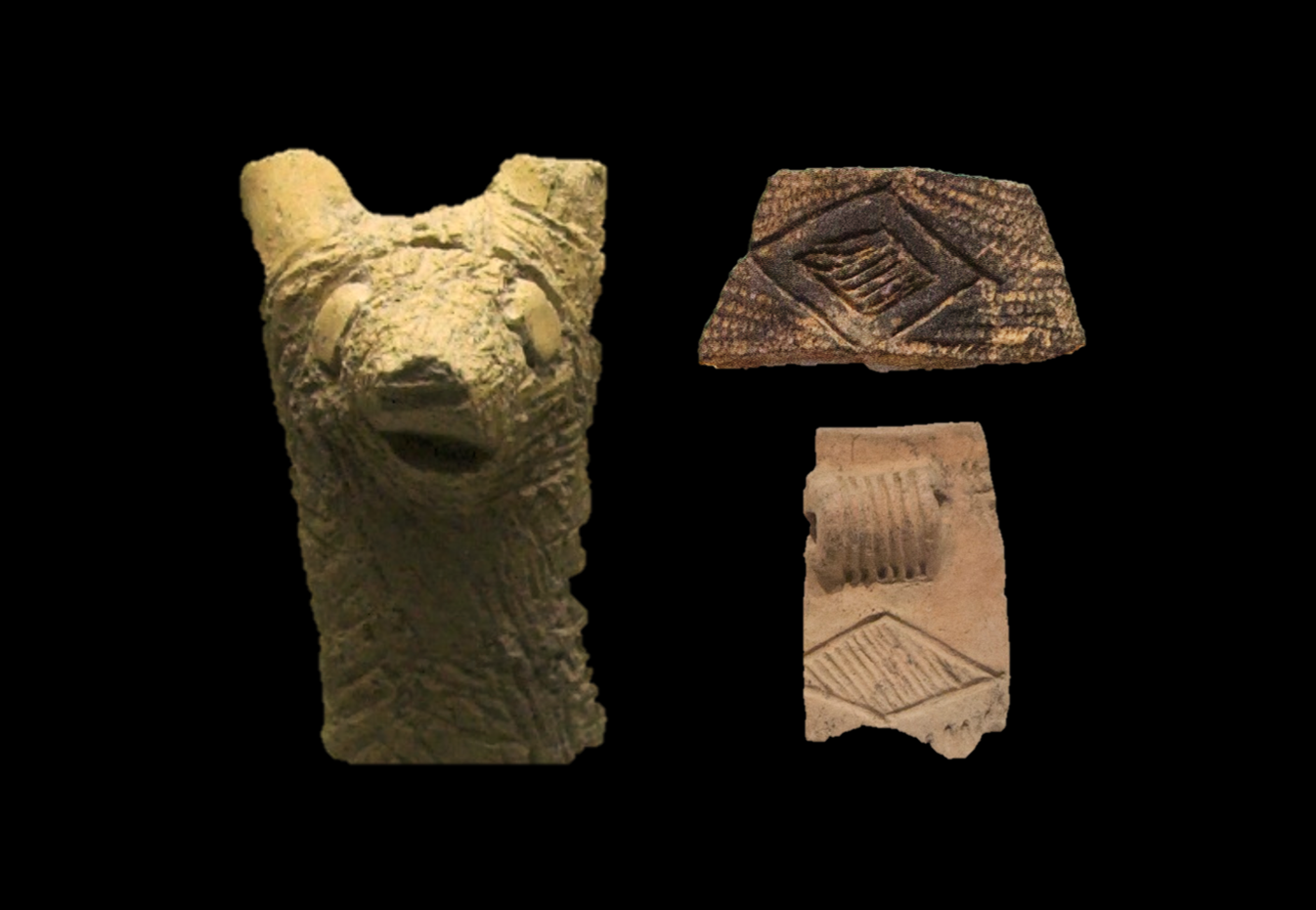
Ceramica della cultura di Stentinello (Siracusa, Sicilia); 6000-5000 a.C.
La decorazione della ceramica aveva uno scopo magico, religioso e simbolico, infatti, essa ha un significato apotropaico e quindi esorcizzante perché veniva utilizzato per allontanare o annullare un malefico influsso magico.

Evolutivamente in Sicilia questo fenomeno si è verificato più volte e in varie epoche per i seguenti animali oggi estinti: gli elefanti siculo-maltesi (Palaeoloxodon mnaidriensis), il lupo siciliano (Canis lupus cristaldii), l'ippopotamo nano siciliano (Hippopotamus pentlandi), il bisonte siciliano (Palaeoloxodon mnaidriensis), l'uro siciliano (Bos primigenius siciliae), il cervo siciliano del Pleistocene (Cervus siciliae) e il megacerine siciliano (Megaloceros carburangelensis).
Questa ipotesi presupporrebbe però la nascita della razza solo a partire dall'arrivo dei fenici, l'ipotesi, benché molto accettata, mal si concilierebbe con i reperti più antichi indicanti cani simil-cirneco.

Reperti di epoca pre-fenicia:
- scheletro e testa (perduta) di un cane, simil-cirneco, ritrovato nel fiume Simeto negli anni 50; lungo il tratto di Pietralunga del Fiume Simeto, in provincia di Catania di epoca intorno al 1600 a.C..[89][90]
- Ceramica della cultura di Stentinello del 6000-5000 a.C. Vedi l'immagine: La prima figura a sinistra è la testa di un cane con orecchie erette e testa dolicocefalica; la seconda e terza figura a destra sono l'"occhio divino" - entrambi elementi che caratterizzano la cultura stentinelliana.[91][92]

### II ipotesi
Secondo invece Giovanni Bonatti Nizzoli di Carentino il cirneco è «…l’archetipo vivente dei cani dolicomorfi (struttura morfologica lunga e sottile, longilinea), anello di congiunzione tra gli sciacalli ed i levrieri». Infatti, secondo quest'ipotesi il cirneco dell'Etna deriverebbe da incroci tra il Canis lupaster (o sciacallo grigio) e il Canis simensis (sciacallo del Semien o anche lupo abissino).

### III ipotesi

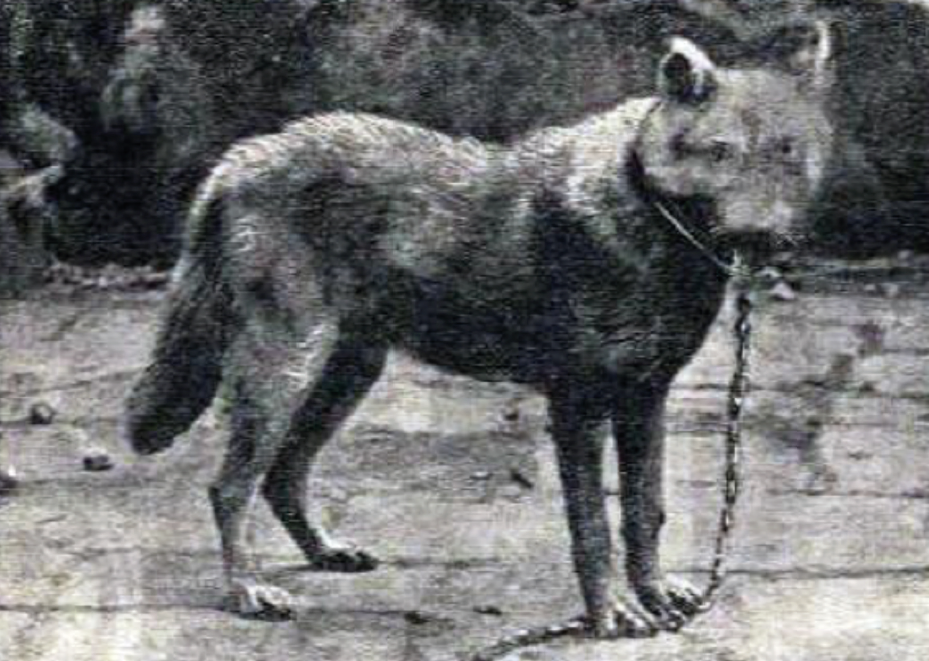
Unica fotografia esistente di un lupo siciliano vivo in cattività, alla fine del XIX secolo.

Secondo l’etologo Danilo Mainardi il cirneco dell'Etna come il basenji centrafricano, come il cane egizio o baladi, come il dingo australiano, come il cane pariah dell’India ed altri sarebbe discendente dal lupo. Questi cani come tutti cani aborigeni e primitivi hanno in comune alcune tratti somatici peculiari: grandi orecchie a punta, nasi appuntiti, code arricciate e mantelli di color fulvo o simili.
Questa ipotesi suffragherebbe l'idea dell'origine autoctona del cirneco; ipotesi confermata anche dal fenomeno biologico noto come convergenza evolutiva. Convergenza che si realizza quando diverse specie sottoposte alle stesse condizioni ambientali si evolvono con adattamenti che le portano a somigliarsi; è un esempio il colore del mantello dei bovini ed anche quello dei cani.

### Analisi genomica

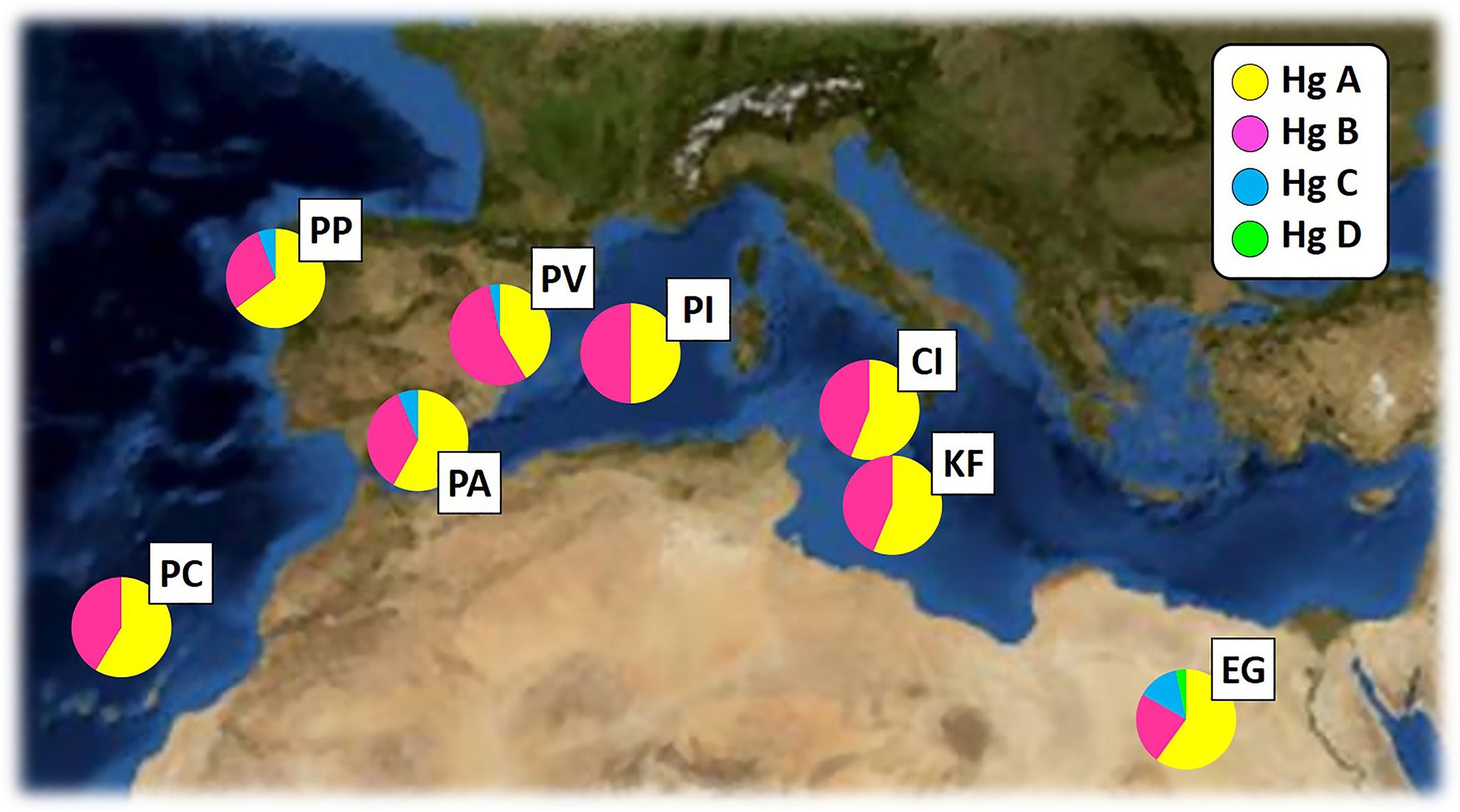
Genetica dei podenco e del cirneco

L'analisi genomica ha: «evidenziato come il cirneco sia una razza ben distinta dal punto di vista genetico, [...] con altre razze ben note e studiate.» Inoltre, «i cirnechi dal manto fulvo e bianco presentano un background genetico più eterogeneo rispetto a quello riscontrato negli individui dal manto fulvo monocolore.»
Inoltre, il Segugio Italiano e il Kelb tal Fenek o Pharaoh Hound sono geneticamente correlati al cirneco dell'Etna.
I cirnechi sono più quadrati rispetto il kelb tal fenek che è più lungo e alto; inoltre hanno un orecchio leggermente diverso con movimenti diversi. Il kelb tal fenek di Malta e il podenco ibicenco sono i parenti genetici più vicini al cirneco dell'Etna. Secondo uno studio italiano del 2021 il kelb tal-fenek e il cirneco dell'Etna sembrano avere una connessione relativamente stretta da un punto di vista genetico.

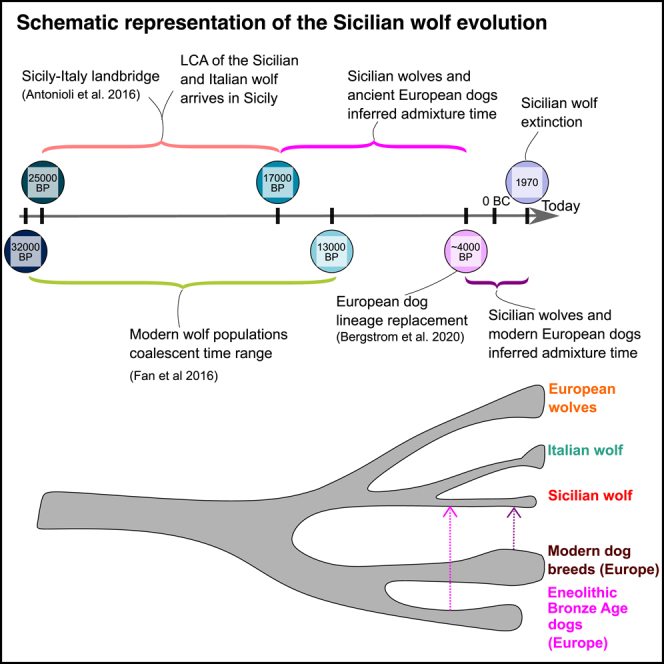
Evoluzione del lupo siciliano

Contrariamente a quanto fin qui pensato, il cirneco dell'Etna sembra avere un legame molto più forte con podenco valenciano, podenco andaluz, podenco portoghese e il cane di strada egiziano baladi, piuttosto che con il kelb tal-fenek.
Una ricerca policentrica internazionale ha mostrato che i moderni cani italiani, come lo spinone, il cane corso e il cirneco, avevano la più alta affinità genetica con il lupo siciliano oggi scomparso.
L'ipotesi che il cirneco derivi da incroci tra il Canis lupaster e il Canis simensis dall'Africa mal si concilia con l'insularità attuale della Sicilia, insularità risalente al Pleistocene, durante un periodo geologico che è durato da 2,6 milioni a 11.700 anni fa circa; ciò a meno di accettare che questa importazione di ibridi in Sicilia sia avvenuta negli ultimi 10.000 anni.
Inoltre, il cirneco dell'Etna è il cane moderno più vicino al lupo siciliano, ed è possibile che vi siano stati contatti tra il primo antenato del cirneco e il lupo siciliano. Inoltre, il lupo siciliano è più vicino ad un antico lignaggio di lupi ora estinto, lignaggio che ha contribuito allo sviluppo degli antichi cani europei e del lupo europeo moderno. Confermando così l'ipotesi dell'origine autoctona della razza.

## Descrizione

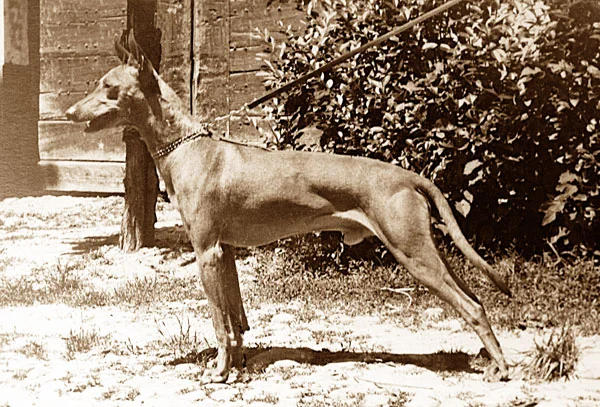
Foto storica di un cirneco in posa

La razza viene sottoposta a prova di lavoro dal 1994, prova necessaria ai fini dell'acquisizione del titolo di campione italiano di lavoro e/o di una qualifica utile, necessaria per il conseguimento del titolo di campione italiano di bellezza.
Il cirneco dell'Etna appartiene alla classe dei cani da caccia di tipo primitivo; infatti, esprime la versatilità tipica dei cani primitivi perché è in grado di ricoprire anche il ruolo di tipico segugio o di qualsiasi razza specializzata in tal senso.
Il cirneco come tutti i cani primitivi è più lento dei levrieri nella corsa, ma compensa con una straordinaria agilità che gli consente movimenti molto veloci su terreni sconnessi e montuosi con pietre laviche taglienti, dove un levriero è notevolmente svantaggiato. Anche la sua vista, l'udito e l'olfatto sono molto sviluppati, quindi usa contemporaneamente tutti e tre questi sensi nell'attività venatoria. Il cirneco, infatti, si adatta perfettamente alle difficili condizioni dei terreni dell'Etna, come nessun altro cane può fare, dove viene utilizzato soprattutto nella caccia al coniglio selvatico e alla lepre e altre piccole prede pelose e piumate.

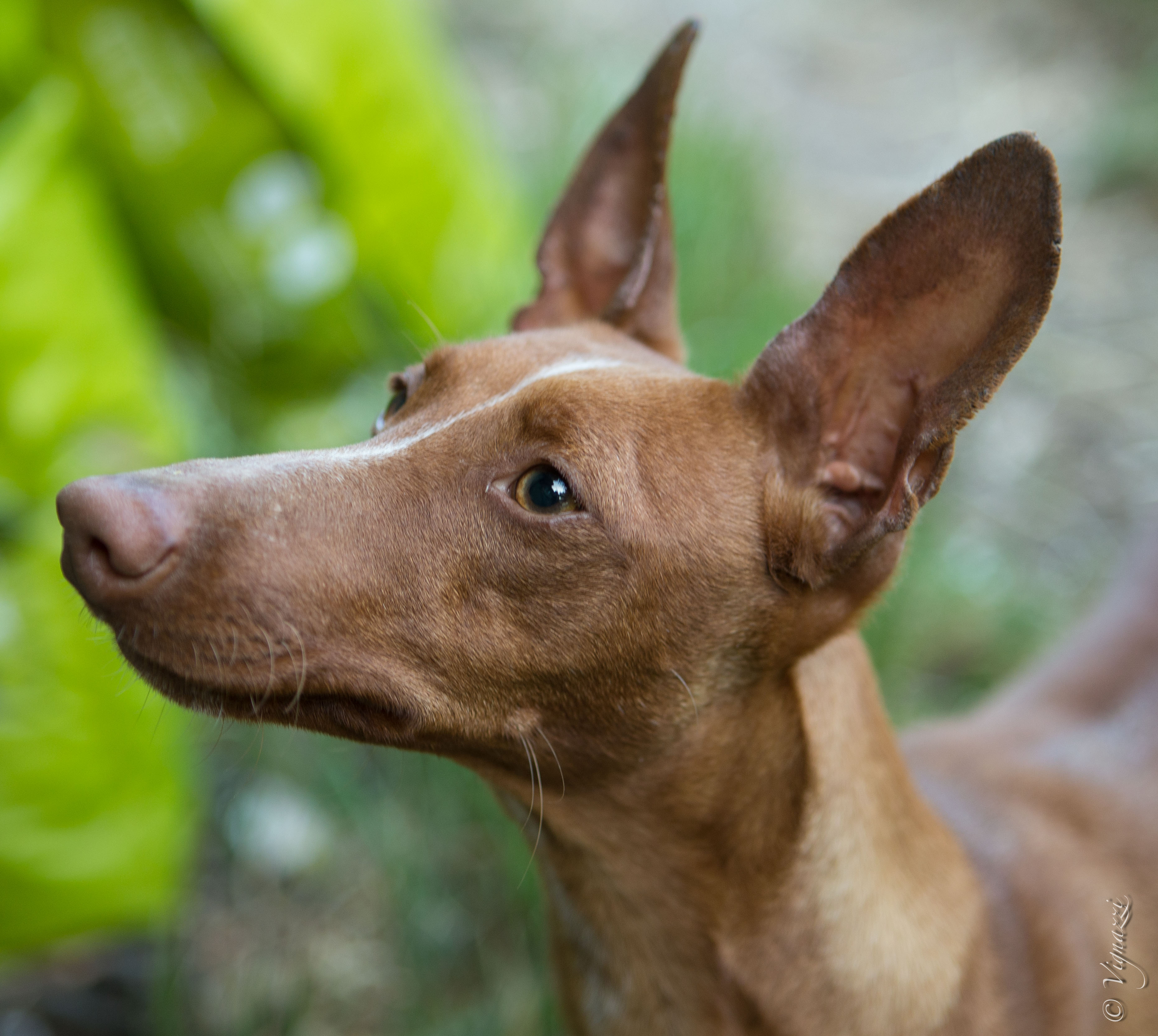
Una testa tipica

È un cane velocissimo e molto agile, è capace di raggiungere i 40/45 km/h nella corsa. 
La razza usa la vista solo per localizzare nulla scappa alla sua attenzione. 
L’udito usato per catturare i movimenti del coniglio quando si rintana, ma è il forte e fine senso dell’olfatto che permette al cane di seguire la traccia e catturare la preda.
In Sicilia è spesso utilizzato nella caccia al coniglio insieme al furetto, il cane cerca ed individua la tana, successivamente il furetto stana il selvatico dalla stessa.

Rapporti del cranio corretti

Inoltre, poiché è un cane affettuoso, desideroso e vivace nell'azione, può anche essere apprezzato come un ottimo cane da compagnia, ed anche come ausiliario nella pet therapy.
Naturalmente diffidente verso gli estranei, specie se non opportunamente socializzato da piccolo.
Aspetto generale

Proporzioni del corpo

Rapporti corretti del cranio

Ha forme eleganti e slanciate pur con una costruzione robusta, da cui traspare la capacità di lavoro. 
Si presenta con una figura molto snella, con zampe lunghe, orecchie dritte e con un corpo muscoloso, ma nello stesso tempo molto elegante.
Ha un fiuto eccezionale ed è agilissimo nel cambiare direzione durante l'inseguimento della preda. Da notare come, sebbene l'aspetto del cirneco ricordi quello dei levrieri, non cacci a vista ma usi l'olfatto, alla stregua di un cane da cerca; secondo la classificazione della Federazione Cinologica Internazionale (F.C.I.), tutti i cani appartenenti alla razza dei "levrieri" appartengono al 10º gruppo, mentre il cirneco è inserito nel 5º Gruppo, quello delle razze di tipo primitivo.
Il cirneco deve essere un cane raccolto di costruzione quadrata con un rapporto ideale di altezza/lunghezza di 1:1.
Generalmente raggiunge l'altezza di 46–50 cm al garrese negli esemplari maschi, mentre le femmine misurano dai 42 ai 46. Il peso del maschio si aggira intorno ai 10–12 kg, mentre le femmine raggiungono gli 8-10 kg.
La lunghezza del tronco è, in media, uguale all'altezza al garrese: il cirneco ha, dunque, una costruzione quadrata. È strutturato da una massa muscolare che comprende l'80% del corpo. Si presenta snello e, se nutrito in modo adeguato, mantiene una linea elegante e slanciata.
Testa

Allineamento corretto della canna nasale

Profilo ed angolo orecchio-craniale corretto

La testa è ben cesellata ed asciutta. 
Il cranio è ovale in senso sagittale osservando la testa dall’alto. La parte superiore del cranio piuttosto piatta scaturisce sia dal muscolo temporale poco sviluppato che non deve evidenziare il con un evidente solco frontale e con una cresta occipitale quasi nulla. 
Gli assi della fronte e del muso sono paralleli tra loro e mai divergenti; lo stop è proco pronunciato.
Muso e bocca
La lunghezza si avvicina a quella del cranio, la canna nasale ditta sulla stessa linea della testa, il muso è cesellato a partire dalla regione sub-orbitale lungo le sue pareti laterali che sono convergenti e terminano a punta. 
La commensura labiale che deve essere alta, stretta e sottile.
Occhi

Posizione corretta degli occhi

Portamento corretto delle orecchie

La rima palpebrale deve essere ovale e di colore carnicino, la posizione semi laterale e il colore preferibile dell’iride deve essere ocra o ambra più o meno intenso a seconda del colore del mantello, è ammesso il colore nocciola. 
L'occhio deve trovarsi a livello del centro della base dell'orecchio; lo sguardo non deve esprimere aggressività né paura o sottomissione, ma attenzione e curiosità.
Tartufo
Il tartufo o rinario è piuttosto voluminoso, deve trovarsi sulla stessa linea della canna nasale, mai nero e mai depigmentato.
Orecchie
Le orecchie sono posizionate alte, al di sopra dell’arcata zigomatica e con le intersezione dei margini interni avvicinate.  La forma ideale è quella che più si avvicina al triangolo isoscele, larghe alla base e con apertura frontale e punta stretta, non hanno peli all'interno; devono risultare parallele tra loro. Un leggero arrovesciamento della punta è corretto. La lunghezza dell'orecchio deve essere di poco inferiore o uguale alla metà della lunghezza della testa. le orecchie di profilo e in attenzione devono descrivere con il profilo del cranio un angolo ottuso, circa 115°. È ammesso a riposo una piega a metà orecchio, purché con l'animale in attenzione l'orecchio ritorni ritto.
Pelo

Varianti nella colorazione del cirneco dell'Etna, i colori pezzati non sono riconosciuti nello standard della razza dall'ENCI

Portamento della coda in attenzione

Il pelo è di tessitura vitrea e sul tronco non deve apparire troppo corto e nemmeno vellutato. È corto nella testa e negli arti mentre nel tronco è leggermente più lungo (fino a circa 2 cm) è più lungo sulla coda ma senza frangia alcuna. Scorrendo in contropelo risulta fitto.
I colori del mantello del cirneco dell'Etna, dal pelo assolutamente raso, vanno dal sabbia dorato al cervo scuro; non necessariamente devono essere presenti macchie bianche, ma possono essercene su tutto il corpo; sebbene molto rari ne esistono colorati di bianco arancio (come nel setter inglese) e di bianco puro (pur non essendo propriamente albino).
Il colore riconosciuto dagli standard di razza è il fulvo monocromatico più o meno intenso, isabella e sabbia, con lista bianca in fronte, al petto, zampe bianche, punta della coda bianca e ventre bianco. Molti esemplari hanno sul petto una macchia bianca, a forma di stella.
Zampe
La zampa è di forma tondeggiante e compatta, con cuscinetti plantari molto robusti capaci di resistere alle pietre taglienti dell'Etna; non devono esserci speroni.
Coda
La coda è grossa all'attaccatura ed uniforme per quasi l'intera lunghezza; portata a scimitarra quando a riposo, e sul dorso a falce quando in attenzione.

### Sottotipi
Mario Canton, noto cinofilo italiano, nell'ambito di una ricerca sulle razze canine autoctone italiane e sulle etnie locali a rischio d'estinzione, che necessitano della salvaguardia della loro biodiversità, individua alcuni sottotipi di cirneco: il cirneco di Bagheria e il cirneco di Lampedusa.
Lo stesso Canton segnala anche un cirneco della Sardegna: il cirneco sardo; pur non trattandosi, per nessuno di questi cirnechi individuati, di nuove razze, quanto piuttosto di popolazioni di cani con caratteristiche lievemente differenti dalla razza ufficialmente riconosciuta. 
Popolazioni queste che egli comunque considera meritevoli di selezione specifica ove possibile.

## Salute e carattere

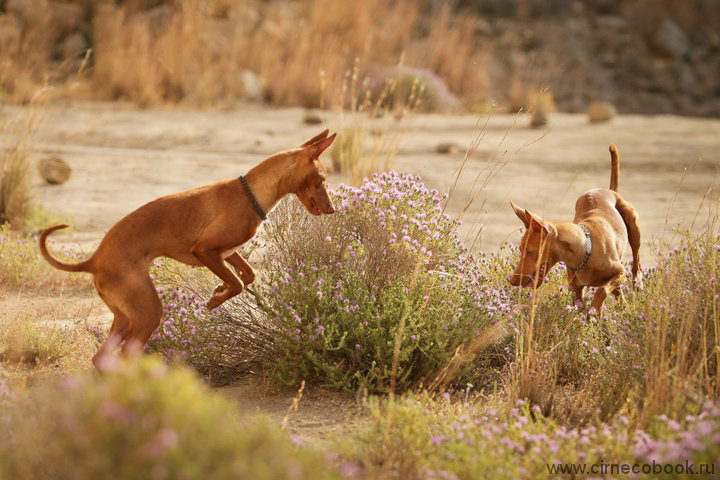
Due cirnechi in azione

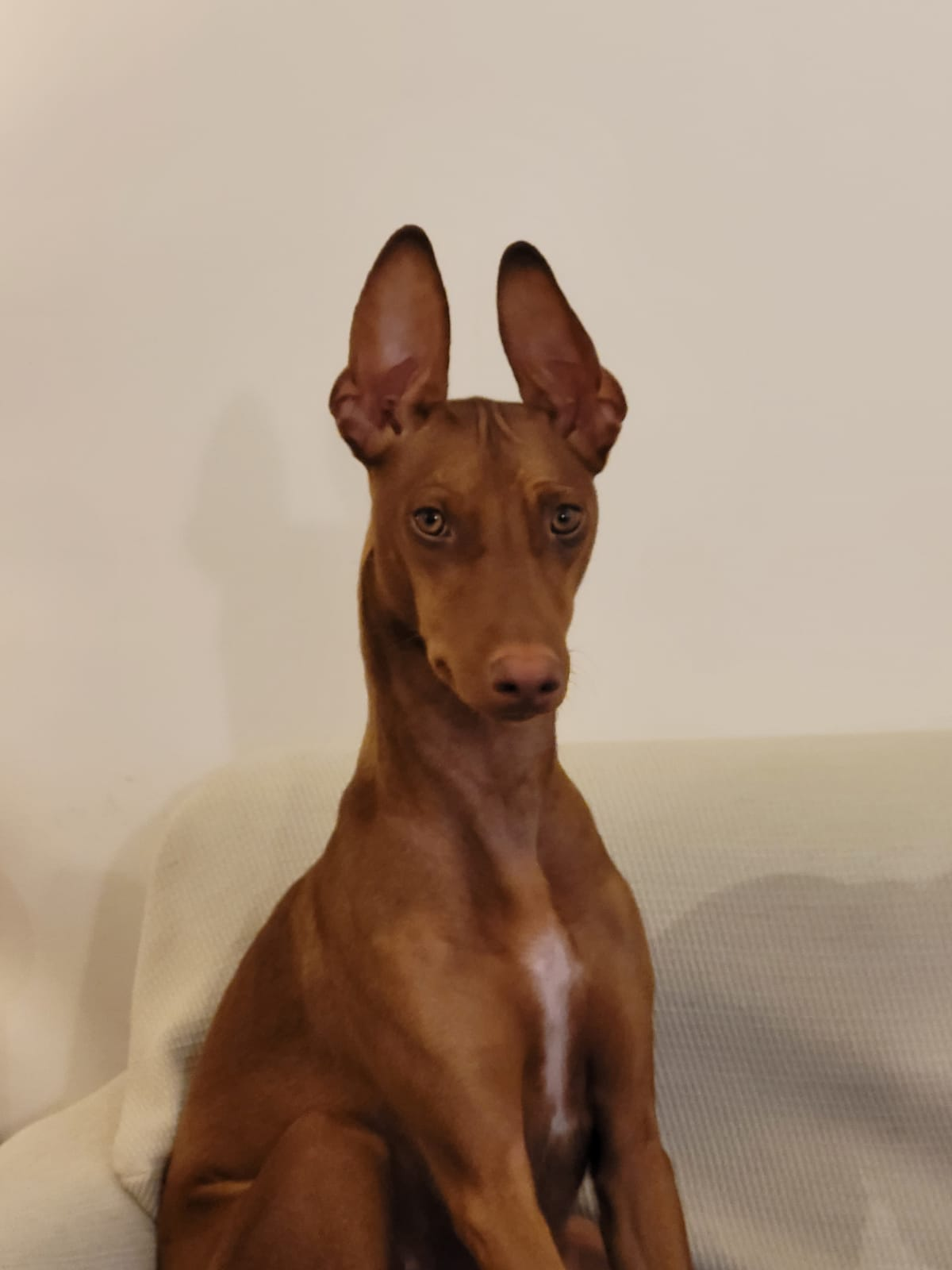
Ritratto di femmina di Cirneco di due anni.

La vita media di questo cane è molto elevata, quindici anni circa, ma si conoscono esemplari che hanno vissuto anche vent'anni.
È una razza priva di problemi di salute ereditari.
Questa razza però, secondo uno studio del 2023, sarebbe affetta dalla malattia genetica autosomica recessiva detta sindrome da mutilazione acrale (AMS), una malattia neurologica rara caratterizzata da insensibilità al dolore nelle parti periferiche del corpo che può comportare anche l’automutilazione.
Questa razza è considerata molto intelligente e abile nell'apprendimento. Possono essere addestrati con successo a varie attività e comandi.
Questi cani sono noti per essere attenti e vigili. Sono naturalmente inclini a prestare attenzione ai loro dintorni, il che li rende buoni cani da guardia in alcune situazioni. Il cirneco dell'Etna ha un certo grado di indipendenza. Sono in grado di prendere decisioni autonome, il che può richiedere un addestramento coerente e pazienza da parte del proprietario.
Nonostante la loro natura indipendente, molti Cirnechi dell'Etna sono anche affettuosi e legati alla loro famiglia. Possono stabilire forti legami con i loro proprietari e desiderare il contatto umano.
Di norma diffidente con gli estranei, il cirneco si affeziona ad un solo padrone. Si può dire che abbia le sue simpatie ed antipatie a pelle: con alcuni individui non socializza e, alla loro vista, abbaia; con altri, inizialmente, si mostra aggressivo, ma poi socializza; con altri ancora prova un feeling immediato e socializza subito. È un cane che per il padrone darebbe tutto sé stesso.
Infine, questa razza è energica e ha bisogno di regolari opportunità per esercitarsi e sfogare la propria energia. Una buona dose di attività fisica quotidiana è importante per mantenerli sani.
In genere, il cirneco dell'Etna può andare d'accordo con altri cani, specialmente se sono stati socializzati fin da cuccioli. Tuttavia, è sempre importante supervisionare l'interazione tra cani e favorire una socializzazione positiva.
Poiché è stato originariamente allevato per la caccia, il cirneco dell'Etna potrebbe avere un forte istinto di caccia. Questo può influenzare il suo comportamento, specialmente quando è all'aperto.
Questi cani possono essere sensibili alle correzioni severe o al trattamento brusco. Un addestramento positivo, basato sul rinforzo positivo e sulla coerenza, è spesso il modo migliore per lavorare con loro.

## Riconoscimenti

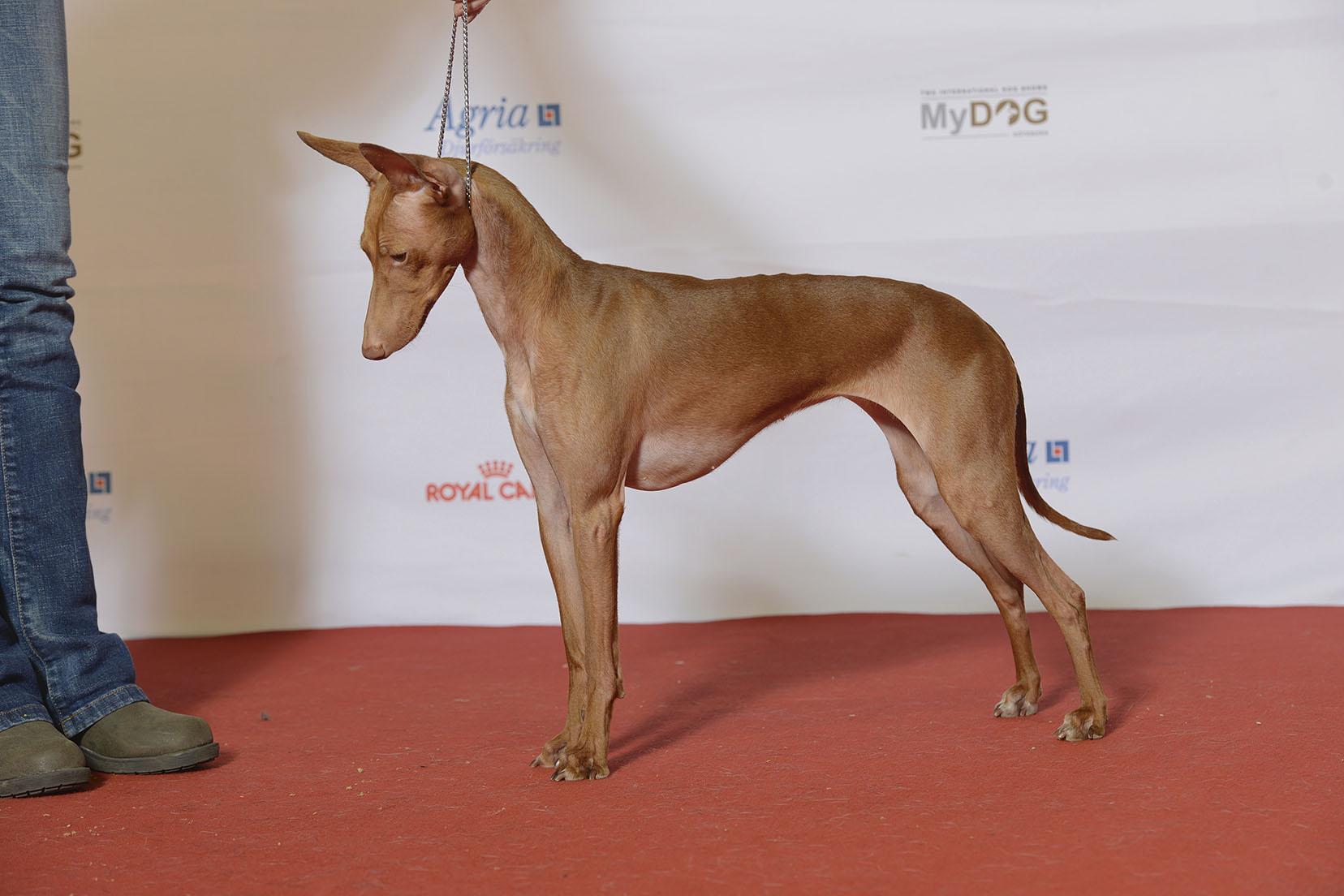
Un cirneco dell'Etna in mostra

Attualmente la diffusione di questa razza in Italia è limitata, essendo solo 15 gli allevatori ufficialmente iscritti all'Ente nazionale cinofilia italiana; questi annualmente iscrivono 130 cuccioli all'anno al Registro di Origine Italiano (ROI) e al Registro Addizionale Riconosciuto (RSR), utilizzato in caso di genealogia sconosciuta o incompleta.
Nel 2003 un cirneco dell'Etna di nome Milena è stato il primo esemplare, non in gara, presentato alla manifestazione internazionale del Crufts; in occasione del centenario della manifestazione.
Nel 2014 l'American Kennel Club ha annunciato il riconoscimento formale di quattro nuove razze, tra cui il cirneco dell'Etna, portando il numero totale delle razze riconosciute a 184.
Nel 2018 il cirneco dell'Etna si è classificato al 183º posto, come numerosità di esemplari, su 192 razze riconosciute dall'AKC.

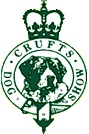
Crufts
American Kennel Club
FCI

È una razza che solo nel 2016, per la prima volta, è stata presentata in mostra nei concorsi cinofili internazionali del Westminster Kennel Club Dog Show e del Crufts.
Nel 2017 un allevatore di Shrewsbury della regione dei Midlands Occidentali in Inghilterra, con un cirneco dell'Etna di nome Wagado, ha vinto il premio Best of Breed nella competizione cinofila mondiale del Cruift.
Nel 2021 il cirneco dell'Etna entra a far parte del Registro Eredità Immateriali della Sicilia (REIS), il registro che raccoglie le tradizioni e soggetti viventi della Sicilia.
Nel giugno 2023 un esemplare di cirneco dell'Etna di un allevamento italiano, su oltre 500 esemplari in concorso, ha vinto come Best in Show l'Inland Empire Kennel Association, Inc. in California.

## Riferimenti nella cultura di massa
In passato il cirneco dell'Etna è stato il simbolo dell'Atletico Catania, squadra di calcio professionistica.
Il 31 ottobre 1998 il Lesotho emise una serie di francobolli a tema cinofilo con anche la rappresentazione del Cirneco dell'Etna.

### Storici
- Atti dell'Accademia Gioenia di Scienze Naturali di Catania Tomo ΧΙ. - Catania - Tipografia all'insegna dell'Etna MDCCCXXXVI. p. 386
- M. Migneco, Considerazioni ed appunti sul cane Cirneco, Catania: Stabil. Tipog. M. Galati, 1897, su issuu.com, 25 marzo 2023. URL consultato il 3 settembre 2023.
- Francesco Minà Palumbo, Catalogo dei mammiferi delia Sicilia (1866-67, 1868) Terza edizione, a cura di Maurizio Sarà; Ed. Società Messinese di Storia Patria, 1999, ISBN 88-87617-32-5.
- Rassegna cinofila organo ufficiale dell'Ente nazionale della cinofilia italiana - Ente nazionale della cinofilia italiana. 1939 p. 146
- AA.VV., Studi di Antichita Classica offerti ad Emanuele Ciaceri, 1940., su archive.org, 25 marzo 2023. URL consultato il 3 settembre 2023.
- Fiorenzo Fiorone, The Encyclopedia of Dogs: the Canine Breeds, 1973,  p. 236, ISBN 978-0-690-00056-6.
- Sicilia millenaria. Dalla microstoria alla dimensione mediterranea (II Edizione), su archive.org, 27 luglio 2018,  p. 445.

### Moderni
- FCI Standard N° 199 Cirneco dell'Etna, data di pubblicazione dello standard ufficiale vigente: 30.10.2016
- Commento allo standard del Cirneco dell’Etna
- Giovanni Tumminelli e Antonio Crepaldi, Quadro storiografico del Cirneco dell'Etna. Documentazione fondamentale sul cane primitivo siciliano. Ediz. illustrata, 2022, ISBN 979-12-80480-16-3.
- Mario Canton, Levrieri & Segugi Primitivi: 2a edizione digitale., collana Levrieri, Mario Canton, 2018, ISBN 978-88-283-6427-6. URL consultato il 29 luglio 2023.
- Giovanni Tumminelli e Carlo Cesareo, Razze canine autoctone siciliane. Mastino siciliano (Cane di Mannara). Spino degli Iblei. Spinotto. Branchiero. Vucciriscu. Dogo (Alano) Siciliano. Spino siciliano (Spinusu sicano), 2017, ISBN 978-88-96635-58-2.
- Domenico Tricomi e Jane Moore, Cirneco dell'Etna, 2016, ISBN 978-88-99341-33-6.
- Gentile Mosca, La Guida Completa per Il Tuo Cirneco Dell Etna, 21 maggio 2020, ISBN 979-8-6476-9658-8.
- Giancarlo Nazari, Levrieri e primitivi - Le Monografie/1, Simonelli Editore, 13 gennaio 2022, ISBN 978-88-9320-277-0.
- Giancarlo Nazari, Cirneco dell'Etna, Simonelli Editore, 6 marzo 2015, ISBN 978-88-7647-335-7.
- Ceccobelli, et al., Variabilità genetica e filogenesi delle razze canine Kelb Tal Fenek e Cirneco dell'Etna Genetic variability and phylogenesis in Kelb Tal Fenek and Cirneco dell'Etna canine breeds, Conference: XII Convegno Nazionale sulla Biodiversità, giugno 2018, Teramo

### Non italiani
- (EN) Adam Kelly, Cirneco dell'Etna Dog As Pet, 24 febbraio 2022, ISBN 979-8-4222-8595-2.
- (EN) Alice Bixler, Cirneco Dell’Etna, Dog World, vol. 95, no. 6, June 2010, pp. 42–70. EBSCOhost
- (EN) Alice Bixler, Cirneco Dell’Etna, Dog World, vol. 90, no. 6, June 2005, pp. 60–61. EBSCOhost
- (EN) Ancient Mystery: largest dog cemetery in the world found in Israel, su Jewish Business News, 27 novembre 2017. URL consultato il 31 luglio 2023.
- (EN) Dogs and Ritual Burial: From prehistory to personal experience, su BrotherDog.org, 31 marzo 2013. URL consultato il 31 luglio 2023 (archiviato dall'url originale il 1º agosto 2023).
- (EN) Bonnie Wilcox e Chris Walkowicz, Atlas of Dog Breeds of the World, 1995, ISBN 978-0-7938-1284-4.
- (EN) Rosie Pilbeam, Tolohe Complete Book of Dogs: Breeds, Training, Health Care, 2017-07, ISBN 978-0-7548-2994-2.
- (EN) Bonnie Wilcox e Chris Walkowicz, Atlas of Dog Breeds of the World, 1995, ISBN 978-0-7938-1284-4.
- (EN) The American Kennel Club, The New Complete Dog Book, i5 Publishing, 11 novembre 2014, ISBN 978-1-62187-091-3.
- (ES) Consuelo Valero De Castro, La enciclopedia del perro / The Dog Encyclopedia, 2007-10, ISBN 978-84-662-1450-6.
- (ES) Enciclopedia Canina Tomo 2 El Perro Y Su Mundo ANESA 1973, su archive.org, 25 marzo 2023.
- (DE) Maria Zlotogorska, Darstellungen von Hunden auf griechischen Grabreliefs von der Archaik bis in die römische Kaiserzeit, Verlag Dr. Kovac, 1997, ISBN 978-3-86064-451-5.
- (SV) Renée Willes e Svenska kennelklubben, All världens hundraser, 2003, ISBN 91-89090-79-9.
- (SV) Carl-Johan Adelcreutz, Hundar i världen, 2006, ISBN 91-534-2870-6.
- (NL) Fiorenzo Fiorone, Esleviers Groot Rashonden Boek: Fiorenzo Fiorone, 1976, ISBN 90-10-01517-3. URL consultato il 16 settembre 2023.